# るろうに剣心 -明治剣客浪漫譚- (アニメ)
『るろうに剣心 -明治剣客浪漫譚-』（るろうにけんしん めいじけんかくろまんたん）は、和月伸宏による同名の漫画を原作とする、日本のアニメーション作品。

## 概要
同作はテレビアニメ2作・アニメーション映画1作・OVA3作が制作されている。
最初のアニメ化はテレビアニメであり、原作と同じ『るろうに剣心 -明治剣客浪漫譚-』のタイトルで1996年から1998年にかけておよそ2年半に渡り放送された。テレビアニメ放送中の1997年には劇場版アニメ『るろうに剣心 -明治剣客浪漫譚- 維新志士への鎮魂歌』（るろうにけんしん めいじけんかくろまんたん いしんししへのレクイエム）が上映された。放送終了翌年の1999年には『るろうに剣心 -明治剣客浪漫譚- 追憶編』（るろうにけんしん めいじけんかくろまんたん ついおくへん）のタイトルでOVAを発売。2001年にも『るろうに剣心 -明治剣客浪漫譚- 星霜編』（るろうにけんしん めいじけんかくろまんたん せいそうへん）のタイトルでOVAが発売されている。その後長らく新作アニメが制作されることはなかったが、2012年にOVA『るろうに剣心 -明治剣客浪漫譚- 新京都編』（るろうにけんしん めいじけんかくろまんたん しんきょうとへん）が発売された。
2021年12月には新アニメプロジェクトを発表。『るろうに剣心 -明治剣客浪漫譚-』が再アニメ化されることとなった。第一期『るろうに剣心 -明治剣客浪漫譚- 序幕東京』（るろうにけんしん めいじけんかくろまんたん じょまくとうきょう）は2023年7月から12月まで放送され、第二期『るろうに剣心 -明治剣客浪漫譚- 京都動乱』（るろうにけんしん めいじけんかくろまんたん きょうとどうらん）は2024年10月から2025年3月まで放送された。

## 主要キャスト
キャストはテレビアニメ（1996年版） / テレビアニメ（2023年版）の順に記載。
- 緋村剣心 - 涼風真世 / 斉藤壮馬[2][7]
- 神谷薫 - 藤谷美紀 / 高橋李依[2][7]
- 明神弥彦 - 冨永みーな / 小市眞琴[8][7]
- 相楽左之助 - 上田祐司（うえだゆうじ） / 八代拓[8][7]
- 高荷恵 - 土井美加 / 大西沙織[9][7]
- 巻町操 - 櫻井智 / 山根綺[10]
- 斎藤一 - 鈴置洋孝[注 3] / 日野聡[11][7]

## テレビアニメ（1996年版）
1996年1月から1998年9月まで、フジテレビ系列にて放送された。放送時間は、1997年9月までは水曜19時30分 - 20時00分だったが、同年10月からは火曜19時30分 - 20時00分の放送となり、それまで放送されていなかったテレビ大分でもネットされるようになった。アニメーション制作は当初スタジオぎゃろっぷが担当していたが、第67話でのテレビシリーズオリジナルシナリオ以降はスタジオディーンに変更され、テレビシリーズ終了後のOVAの制作にも携わる形となった。放送当時は一般的だったセルアニメによる制作だが、前述のスタジオディーン制作以降はED映像を皮切りに本編の一部カットやOPへとデジタル制作が部分的に導入されるようになった。また、涼風真世（1996年時点ですでに宝塚歌劇団を退団）・藤谷美紀・八嶋智人・井上純一など、俳優・女優が多くキャスティングされていた。中でも涼風は「ゴールデンタイムでも、今は家庭の主婦が見てくれないと視聴率が取れない。そこで大人の女性に受ける演技力を持つ声という観点から起用した」と語られている。T.M.Revolutionとして主題歌を歌っていた西川貴教も黒騎士団編にて“大蛇の煉”として2話のみ登場している。CDブックで声を担当した声優のアニメ化での変更については作者は残念がっており、左之助を担当した関智一（後にOVAで桂小五郎）には友人のツテで会いお詫びをしており、剣心を担当した緒方恵美には直接会えなかった事からフリートークでの謝罪となった。また緒方に関しては、緒方のファンから抗議の手紙と同時に「剣心が駄目なら是非緒方さんに宗次郎を」という要望の手紙が多く寄せられたが、作者は巻町操役を希望していた。また他のCDブックの声優については、アニメでお詫びの意味も込めて、やりがいのある、良い役での参加を希望していた（実際何人かは他の役でアニメへの出演を果たしている）。
本作品は第94話まで放送されたが、放送されなかった第95話が存在し、終了後の1998年12月にソフト化して発売された。
製作にSPEビジュアルワークスが携わっており、同社のアニメ『はれときどきぶた』のBGMが第78話 - 第80話と第89話で使用されている。
平均視聴率は12.2%。また、放映期間を通しての最高視聴率は第三十七幕「衝撃!折れた逆刃刀・天剣の宗次郎対剣心」の16.0%である（関東地区・ビデオリサーチ社の調査による）。
基本的に原作に忠実だが過激な描写や発言が抑えられているほか、大幅なアレンジが加えられているエピソード（主に東京編）も見られる。京都編の完結時点では原作の人誅編も開始間もない時期であることから展開を見守る形でアニメ版オリジナルストーリーが展開され（ただし、第79話 - 第82話はノベルズ版が原作）るも風水編で終了となった（ただし、第6エンディング映像に雪代巴が登場している）。
なお、作者は基本的に本作品には関与しておらず、単行本の余白（フリートーク）において、演出の悪さや黒笠編の脚本が詰め込みすぎであること、サブタイトルが見当違いであることなどが不満である旨を発言している。ただし、作者がアニメに触発された部分も存在し、京都編エピローグで剣心が神谷道場へ帰ってくる際の構図はアニメ版の初代オープニングの最後の場面が元となっている。当時1クールが終了し、2クールからオリジナルストーリーに入る事に関して作者は「TVオリジナルを嫌う人は多い様ですが、実は和月としては結構楽しみです。俺の作った『るろ剣』を他の人がやると一体どの様なモノが出来るか?この第2クールのため、原作前半を第1クールに押し込めた形になった以上、原作前半以上の面白いモノを期待してます」とコメントしている。また、単行本15巻のフリートークでは「最近はかなり良くなっていて、安心して毎週観られるようになった」と発言しており、第三十一幕の剣心と薫の別れのシーンの演出を高く評価していた。
初のメディア化は、本放送中の1997年から本放送終了翌年の1999年にかけてVHSとレーザーディスク（LD）で行われた。3-4巻（各巻あたり3-4話を収録）を収納したBOX（VHS・LD）と、そのBOXを構成する巻の単巻（VHS）が同時に発売され、7回で全7BOX・26巻となった。その後1999年から2000年にかけてはジュエルケースのDVD版も単巻で全26巻発売され、2001年から2002年にかけてはトールケースの廉価版DVDも発売されている。また廉価版DVDは3つのBOXセットでも発売された。2006年にはテレビアニメ、劇場版、OVA（当時はまだ発売されていなかった「新京都編」を除く）をセットにしたDVD BOX『全集・剣心伝』が発売されている。
1998年の本放送終了後は、本編のメディアと並行して総集編や未放送話を収録したメディアも発売されている。これらも当初はVHSとLDで同時に発売されていたが、途中よりLD版の廃止やDVD版の追加が行われ、人気キャラクター名場面集シリーズはVHS版のみとなっている。また、劇場版とOVAの一部作品を除き、Blu-ray化はされていない。

### 日本国外での展開
アメリカでは劇場版およびOVAが剣心の頬の十字傷に由来する『Samurai X』の題で発表され、テレビシリーズは2000年にメディア・ブラスターズ（MB）から『Rurouni Kenshin』の題で発表された。また、1998年に制作されたソニー・ピクチャーズ エンタテインメントによるテレビアニメ版の英語翻訳も存在し、こちらの題名も『Samurai X』である。この英語版はイギリス、フィリピンなどで放送され、また、韓国語、中国語などの東洋言語版や、南米スペイン語版、後発のMB英語版などを除き、多くの諸外国言語のテレビアニメ版の翻訳元となっている。人名が一部変更されている他、剣技名も変更されるか、もしくは省略されていることがある。これらは、この英語版を元とする他言語版でも受け継がれる場合が多い。
大韓民国では2003年より『パラメ コムシム（바람의 검심）』（意：風の剣心）というタイトルで衛星放送局チャンネルのAnione（애니원）で放送された。技名は漢字を韓国語読みする形式が基本。登場人物の名前が一部変更・省略されている。
台湾では『神劍闖江湖』のタイトルで、最初に地上波の「民視」で1998年1月11日より放送を開始し、その後「緯來綜合台」「ANIMAX」「AXN」と各局で次々放送されている。なお、香港ANIMAXでは『浪客劍心』のタイトルで放映されており、同じ中華圏でもタイトルが異なる。これはこの作品に限ったことではなく、台湾と香港では方言などの違いからタイトルが違うことが一般的である。
また、各国の吹き替え音声を比較し、いわゆる「空耳字幕」をつけるインターネット・ミーム「フタエノキワミ、アッー！」がニコニコ動画上で流行し、MAD動画などが作られた。2016年のインタビューで原作者の和月自身も認知していることを明かした。

### スタッフ（1996年版）
- 原作 - 和月伸宏、静霞薫（第79話 - 第82話）
- 監督 - 古橋一浩
- キャラクターデザイン - 浜州英喜→室井ふみえ
- ゲストキャラクターデザイン - 石井邦幸
- 美術監督 - 坂本信人→萩原正己
- 美術設定 - 萩原正己（第1話 - 第66話）
- 色彩設定 - 横井正人→松本真司
- 撮影監督 - 枝光弘明→沖野雅英
- 音楽 - 朝倉紀行、増田俊郎（ノンクレジット）[注 1]
- 編集 - 瀬山武司
- プロデューサー - 金田耕司、肥田光久、若菜章夫（第1話 - 第66話）→長谷川洋（第67話 - 第95話）
- アニメーション制作 - スタジオぎゃろっぷ（第1話 - 第66話）→スタジオディーン（第67話 - 第95話）
- 制作 - フジテレビ、SPE（第1話 - 第38話）→SPEビジュアルワークス（第39話 - 第95話）[注 10]

### 主題歌（1996年版）
一部を除いて、番組スポンサーでもあったソニー・ミュージックエンタテインメントのアーティストが起用され、OP、EDともに主題歌のプロモーションフィルム的な色合いが濃かった（主題歌が変わるごとに曲にあわせて映像を作り直していた）。結果、主題歌の多くはヒットを飛ばし、SIAM SHADE、T.M.Revolutionなど、ブレイクしたアーティストは数多い（SIAM SHADEは「1/3の純情な感情」がヒットしなければその時点で解散するはずだったという逸話もある）。初代オープニングを担当したJUDY AND MARYのYUKIは本作品の主題歌を依頼されたとき「アニメソング」ということで『キャンディ・キャンディ』のイメージで詞を書いたと雑誌のインタビューで語っている。
2011年7月27日には、テレビアニメ15周年を記念して主題歌を収録したコンピレーションCDが発売されている。
なお、第39話よりエンディングで使用された「the Fourth Avenue Café」は、放映中にL'Arc〜en〜Cielのドラマー・sakuraが覚醒剤取締法違反で逮捕されたことに伴い、放映から4週目で再び「HEART OF SWORD」に差し戻された。また、過去に発売された主題歌集には収録が見送られていたが、2011年7月27日に発売された『るろうに剣心 Complete Collection』に、劇場版オープニングの「虹」と共に収録されている（「虹」はボーナストラックとして収録）。
以下、備考に特記のない楽曲は媒体を問わずソニー・ミュージック系のレーベルからの発売となる。
| 使用話  | 曲名             | 歌手 アーティスト | 作詞     | 作曲     | 編曲             | 備考                                                           |
| ------- | ---------------- | ----------------- | -------- | -------- | ---------------- | -------------------------------------------------------------- |
| 1 - 38  | そばかす         | JUDY AND MARY     | YUKI     | 恩田快人 | JUDY AND MARY    | Produced by 佐久間正英                                         |
| 39 - 82 | 1/2              | 川本真琴          | 川本真琴 | 川本真琴 | 石川鉄男         | ゲーム『るろうに剣心 -明治剣客浪漫譚- 十勇士陰謀編』でも使用。 |
| 83 - 95 | 君に触れるだけで | CURIO             | NOB      | AJA      | CURIO 佐久間正英 |                                                                |

| 使用話          | 曲名                        | 歌手 アーティスト | 作詞        | 作曲        | 編曲                     | 備考                                                                                        |
| --------------- | --------------------------- | ----------------- | ----------- | ----------- | ------------------------ | ------------------------------------------------------------------------------------------- |
| 1 - 12          | Tactics                     | THE YELLOW MONKEY | 吉井和哉    | 吉井和哉    | THE YELLOW MONKEY        | 日本コロムビアからの発売。                                                                  |
| 13 - 27         | 涙は知っている              | 涼風真世          | 山田ひろし  | 山崎利明    | 見良津健雄               | ビクターエンタテインメントからの発売。                                                      |
| 28 - 38 43 - 49 | HEART OF SWORD 〜夜明け前〜 | T.M.Revolution    | 井上秋緒    | 浅倉大介    | 浅倉大介                 |                                                                                             |
| 39 - 42         | the Fourth Avenue Café      | L'Arc〜en〜Ciel   | hyde        | ken         | L'Arc〜en〜Ciel 泰野猛行 |                                                                                             |
| 50 - 66         | It's gonna rain!            | BONNIE PINK       | BONNIE PINK | BONNIE PINK | Tore Johansson           | ポニーキャニオンからの発売。 エンディングアニメーションの一部には、実写の写真が使用された。 |
| 67 - 82         | 1/3の純情な感情             | SIAM SHADE        | SIAM SHADE  | SIAM SHADE  | SIAM SHADE 明石昌夫      | ゲーム「炎上!京都輪廻」でも使われている。                                                   |
| 83 - 95         | ダメ！                      | 和泉容            | 森浩美      | 辺見さとし  | 是永巧一                 | ワーナーミュージック・ジャパンからの発売。                                                  |

### 各話リスト（1996年版）
| 初放送日       | 話数 | サブタイトル                             | 脚本       | 絵コンテ          | 演出           | 作画監督       | 収録      | 収録     | 収録                          | 収録   |
| 初放送日       | 話数 | サブタイトル                             | 脚本       | 絵コンテ          | 演出           | 作画監督       | 単巻      | 初期 BOX | DVD BOX                       | 剣心伝 |
| -------------- | ---- | ---------------------------------------- | ---------- | ----------------- | -------------- | -------------- | --------- | -------- | ----------------------------- | ------ |
| 1996年 1月10日 | 1    | 伝説の美剣士…愛ゆえに闘う男              | 島田満     | 古橋一浩          | 古橋一浩       | 小林一幸       | 01        | B O X 1  | B O X 1 東 京 編              | 01     |
| 1月17日        | 2    | ガキ侍 スッた！モンだ！で門下生          | 島田満     | 高本宣弘          | 松見真一       | 村田充範       | 01        | B O X 1  | B O X 1 東 京 編              | 01     |
| 1月24日        | 3    | 哀しみの剣士・過去を斬る男               | 島田満     | 大地丙太郎        | 清水明         | 小林利充       | 01        | B O X 1  | B O X 1 東 京 編              | 01     |
| 1月31日        | 4    | 悪の一文字・ケンカ屋左之助登場！         | 菅良幸     | 工堂紘軌          | 鶴田寛         | 小林一幸       | 02        | B O X 1  | B O X 1 東 京 編              | 01     |
| 2月7日         | 5    | 逆刃刀対斬馬刀・闘いの果てに！           | 菅良幸     | 高本宣弘          | 高本宣弘       | 斎藤浩信       | 02        | B O X 1  | B O X 1 東 京 編              | 01     |
| 2月14日        | 6    | 闇からの訪問者・黒笠現る！               | 島田満     | 野田作樹          | はしもとなおと | 小林一幸       | 02        | B O X 1  | B O X 1 東 京 編              | 01     |
| 2月21日        | 7    | 月下の死闘・愛する人を守れ！             | 島田満     | 工堂紘軌          | 吉田俊司       | 谷口守泰       | 02        | B O X 1  | B O X 1 東 京 編              | 02     |
| 2月28日        | 8    | 新たなる戦い！飛び込んできた謎の美女     | 菅良幸     | 遡玉洩穂          | 清水明         | 小林利充       | 03        | B O X 1  | B O X 1 東 京 編              | 02     |
| 3月6日         | 9    | 最強の忍び軍団・恐怖の御庭番衆！         | 菅良幸     | 高本宣弘          | 高本宣弘       | 青木康浩       | 03        | B O X 1  | B O X 1 東 京 編              | 02     |
| 3月13日        | 10   | 蒼紫・美しすぎるほど怖い奴               | 菅良幸     | 工堂紘軌          | 鶴田寛         | 辻初樹         | 03        | B O X 1  | B O X 1 東 京 編              | 02     |
| 4月24日        | 11   | さらば最強の男たち！光と闇の激突         | 菅良幸     | 小林孝志          | 小林孝志       | 小林一幸       | 03        | B O X 1  | B O X 1 東 京 編              | 02     |
| 5月1日         | 12   | 少年剣士誕生！一番弟子弥彦の戦い         | 島田満     | 鹿島典夫          | 吉田俊司       | 谷口守泰       | 04        | B O X 1  | B O X 1 東 京 編              | 02     |
| 5月8日         | 13   | めざせ横綱！虎丸のどすこい奮戦記         | 菅良幸     | 開木菜織          | 清水明         | 小林利充       | 04        | B O X 1  | B O X 1 東 京 編              | 03     |
| 5月15日        | 14   | 小さな命を救え！美人女医・恵の挑戦       | 岸間信明   | 高本宣弘          | 高本宣弘       | 青木康浩       | 04        | B O X 1  | B O X 1 東 京 編              | 03     |
| 5月22日        | 15   | 炎の暗殺集団、神風隊走る！               | 菅良幸     | 榎本明広          | 福多潤         | 榎本明広       | 05        | B O X 2  | B O X 1 東 京 編              | 03     |
| 6月5日         | 16   | 勇気ある誓い！燃えよ秘剣・紫電の太刀     | 菅良幸     | 工堂紘軌          | 鶴田寛         | 小林一幸       | 05        | B O X 2  | B O X 1 東 京 編              | 03     |
| 6月12日        | 17   | 夢に向かって飛べ！砲弾娘マリモの冒険     | 岸間信明   | 吉田俊司          | 吉田俊司       | 谷口守泰       | 05        | B O X 2  | B O X 1 東 京 編              | 03     |
| 6月19日        | 18   | 走れ！弥彦・逆刃刀を取り返せ！           | 岸間信明   | 遡玉洩穂          | 清水明         | 小林利充       | 05        | B O X 2  | B O X 1 東 京 編              | 03     |
| 6月26日        | 19   | 雷十太の野望・禁じられた王国の幻想       | 島田満     | 横田和            | 渡辺健一郎     | 松島晃         | 06        | B O X 2  | B O X 1 東 京 編              | 04     |
| 7月10日        | 20   | 真古流の復活！嵐を呼ぶ究極の殺人剣       | 島田満     | 高本宣弘          | 高本宣弘       | 小林一幸       | 06        | B O X 2  | B O X 1 東 京 編              | 04     |
| 7月17日        | 21   | 悪夢の崩壊！雷十太の野望・完結編         | 島田満     | 榎本明広          | 福多潤         | 榎本明広       | 06        | B O X 2  | B O X 1 東 京 編              | 04     |
| 7月31日        | 22   | 初乗り！暴走陸蒸気びっくり大事件         | 横手美智子 | 青木康直          | 青木康直       | 青木康浩       | 07        | B O X 2  | B O X 1 東 京 編              | 04     |
| 8月14日        | 23   | 左之助の裏切り!?運命の再会               | 菅良幸     | 吉田俊司          | 吉田俊司       | 谷口守泰       | 07        | B O X 2  | B O X 1 東 京 編              | 04     |
| 8月21日        | 24   | 真夜中の戦い！左之助対剣心ふたたび       | 菅良幸     | 遡玉洩穂          | 清水明         | 小林利充       | 07        | B O X 2  | B O X 1 東 京 編              | 04     |
| 8月28日        | 25   | 真紅の海賊・引き裂かれた剣心と薫！       | 島田満     | 横田和            | 腰繁男         | 松島晃         | 08        | B O X 2  | B O X 1 東 京 編              | 05     |
| 9月4日         | 26   | 稲妻の化身！誇り高き謎の女海賊、朱羅     | 島田満     | 村山靖            | 村山靖         | 柳沢まさひで   | 08        | B O X 2  | B O X 1 東 京 編              | 05     |
| 10月16日       | 27   | 燃え上がる戦慄の島！真紅の海賊・完結編   | 島田満     | 榎本明広          | 福多潤         | 榎本明広       | 08        | B O X 2  | B O X 1 東 京 編              | 05     |
| 10月31日       | 28   | 新たなる血戦への序曲・迫り来る狼の影！   | 菅良幸     | 高本宣弘          | 高本宣弘       | 小林一幸       | 09        | B O X 3  | B O X 2 京 都 編              | 05     |
| 11月6日        | 29   | 史上最強の宿敵！襲いかかる非情の牙       | 菅良幸     | 遡玉洩穂          | 清水明         | 小林利充       | 09        | B O X 3  | B O X 2 京 都 編              | 05     |
| 11月13日       | 30   | 復讐の悪鬼・志々雄真実の謀略             | 島田満     | 古橋一浩          | 古橋一浩       | 柳沢まさひで   | 09        | B O X 3  | B O X 2 京 都 編              | 05     |
| 11月27日       | 31   | 届かぬ想い……剣心の旅立ち！               | 島田満     | 古橋一浩 松本憲生 | 古橋一浩       | 中嶋敦子       | 09        | B O X 3  | B O X 2 京 都 編              | 06     |
| 12月4日        | 32   | 涙を勇気にかえて！神谷薫が選んだ道       | 菅良幸     | 吉田俊司          | 吉田俊司       | 谷口守泰       | 10        | B O X 3  | B O X 2 京 都 編              | 06     |
| 12月11日       | 33   | 最強の称号を掴むまで！蒼紫の新たなる闘い | 島田満     | 横田和            | 大町繁         | 松島晃         | 10        | B O X 3  | B O X 2 京 都 編              | 06     |
| 1997年 1月8日  | 34   | 追いはぎ少女・巻町操の隠された正体！     | 島田満     | 高本宣弘          | 高本宣弘       | 小林一幸       | 10        | B O X 3  | B O X 2 京 都 編              | 06     |
| 1月15日        | 35   | 奪われた村・襲いかかる志々雄の魔の手！   | 菅良幸     | 工堂紘軌          | 清水明         | 小林利充       | 11        | B O X 3  | B O X 2 京 都 編              | 06     |
| 1月22日        | 36   | 幕末の時を超えて！対峙した志々雄と剣心   | 菅良幸     | 榎本明広          | 福多潤         | 榎本明広       | 11        | B O X 3  | B O X 2 京 都 編              | 06     |
| 1月29日        | 37   | 衝撃！折れた逆刃刀・天剣の宗次郎対剣心   | 菅良幸     | 森田風太          | 森田風太       | 高橋和徳       | 11        | B O X 3  | B O X 2 京 都 編              | 07     |
| 2月5日         | 38   | 左之助、極意の修行！破戒僧・安慈への挑戦 | 菅良幸     | 横田和            | 大町繁         | 松島晃         | 11        | B O X 3  | B O X 2 京 都 編              | 07     |
| 2月12日        | 39   | 逆刃刀を作った男・新井赤空最後の一振り！ | 菅良幸     | 高本宣弘          | 高本宣弘       | 石井邦幸       | 12        | B O X 4  | B O X 2 京 都 編              | 07     |
| 2月19日        | 40   | 恐るべき無情の刺客！十本刀・張との死闘   | 菅良幸     | 遡玉洩穂          | 清水明         | 小林利充       | 12        | B O X 4  | B O X 2 京 都 編              | 07     |
| 2月26日        | 41   | 飛天御剣流の奥義！師匠比古清十郎との再会 | 島田満     | 榎本明広          | 福多潤         | 榎本明広       | 12        | B O X 4  | B O X 2 京 都 編              | 07     |
| 3月5日         | 42   | 同盟成立・蒼紫が志々雄と手を組んだ日！   | 島田満     | 森田風太          | 森田風太       | 高橋和徳       | 12        | B O X 4  | B O X 2 京 都 編              | 07     |
| 3月12日        | 43   | 生と死の間で！奥義・天翔龍閃の会得       | 島田満     | 遡玉洩穂          | 清水明         | 小林利充       | 13        | B O X 4  | B O X 2 京 都 編              | 08     |
| 3月19日        | 44   | 怒濤の決戦・最強集団十本刀集結！         | 島田満     | 横田和            | 大町繁         | 松島晃         | 13        | B O X 4  | B O X 2 京 都 編              | 08     |
| 4月16日        | 45   | 翔ぶが如く！戦艦煉獄 出航を阻止せよ      | 菅良幸     | 高倉一郎          | 高倉一郎       | 小林一幸       | 13        | B O X 4  | B O X 2 京 都 編              | 08     |
| 4月23日        | 46   | 煉獄炎上！志々雄真実の命運               | 島田満     | 森田風太 横田和   | 楠根彰         | 高橋和徳       | 13        | B O X 4  | B O X 2 京 都 編              | 08     |
| 4月30日        | 47   | 激突！二重の極み・唸る佐之助の拳         | 島田満     | 横田和            | 大町繁         | 松島晃         | 14        | B O X 4  | B O X 2 京 都 編              | 08     |
| 5月14日        | 48   | 救世への再生・安慈の新たなる出発         | 島田満     | 工堂紘軌          | 清水明         | 小林利充       | 14        | B O X 4  | B O X 2 京 都 編              | 08     |
| 5月28日        | 49   | 心眼をとらえた狼・炸裂する牙突零式！     | 島田満     | 高倉一郎          | 高倉一郎       | 小林一幸       | 14        | B O X 4  | B O X 2 京 都 編              | 09     |
| 6月4日         | 50   | 約束を果たす時・蒼紫と剣心の再戦！       | 菅良幸     | ちぎらこういち    | ちぎらこういち | 千葉道徳       | 15        | B O X 4  | B O X 2 京 都 編              | 09     |
| 6月11日        | 51   | 目醒める時は今・満身創痍の決着！         | 菅良幸     | 工堂紘軌          | 清水明         | 小林利充       | 15        | B O X 4  | B O X 2 京 都 編              | 09     |
| 6月18日        | 52   | 奇跡を呼び起こせ！葵屋の攻防             | 島田満     | 古橋一浩          | 大町繁         | 松島晃         | 15        | B O X 4  | B O X 2 京 都 編              | 09     |
| 6月25日        | 53   | 巨人対超人・絶望の淵に放たれた一矢！     | 島田満     | 高倉一郎          | 高倉一郎       | 小林一幸       | 15        | B O X 4  | B O X 2 京 都 編              | 09     |
| 7月2日         | 54   | 飛天対縮地！宗次郎 天賦の能力            | 島田満     | ちぎらこういち    | ちぎらこういち | 千葉道徳       | 16        | B O X 5  | B O X 2 京 都 編              | 10     |
| 7月9日         | 55   | 嵐の夜の惨劇・宗次郎の過去               | 島田満     | 工堂紘軌          | 清水明         | 小林利充       | 16        | B O X 5  | B O X 2 京 都 編              | 10     |
| 7月16日        | 56   | 極限の勝負!瞬天殺対天翔龍閃              | 島田満     | 古橋一浩          | 大町繁         | 松島晃         | 16        | B O X 5  | B O X 2 京 都 編              | 10     |
| 8月6日         | 57   | 幕末を駆けた二人・志々雄対剣心最終戦！   | 菅良幸     | 大関雅幸          | 青木新一郎     | 河村明夫       | 17        | B O X 5  | B O X 2 京 都 編              | 10     |
| 8月13日        | 58   | 時代は志々雄を選ぶのか？剣心最大の危機！ | 菅良幸     | 工堂紘軌          | 吉村章         | しんぼたくろう | 17        | B O X 5  | B O X 2 京 都 編              | 10     |
| 8月20日        | 59   | 命運尽きず！闘志、今よみがえる           | 菅良幸     | ちぎらこういち    | ちぎらこういち | 小林一幸       | 17        | B O X 5  | B O X 2 京 都 編              | 11     |
| 9月3日         | 60   | 勝利を許されし者・志々雄対剣心終幕！     | 菅良幸     | 古橋一浩          | 古橋一浩       | 千葉道徳       | 17        | B O X 5  | B O X 2 京 都 編              | 11     |
| 9月10日        | 61   | 残された十本刀・生きてゆくための選択     | 菅良幸     | 工堂紘軌          | 清水明         | 小林利充       | 18        | B O X 5  | B O X 2 京 都 編              | 11     |
| 9月17日        | 62   | 京都…刻まれた記憶・想いを馳せた出発      | 菅良幸     | 三鷹敏郎          | 大町繁         | 松島晃         | 18        | B O X 5  | B O X 2 京 都 編              | 11     |
| 10月14日       | 63   | 願い蛍の伝説・ある剣客を待ち続けた少女   | 島田満     | 遠藤克己          | 宮崎一哉       | 細山正樹       | 18        | B O X 5  | B O X 2 京 都 編              | 11     |
| 10月28日       | 64   | 弥彦王子誕生？華麗なる社交界でびゅー     | 菅良幸     | 榎本明広          | 下司泰弘       | しんぼたくろう | 19        | B O X 5  | B O X 2 京 都 編              | 11     |
| 11月4日        | 65   | 消えたお宝を探せ！名探偵犬・ノ太郎       | 菅良幸     | 工堂紘軌          | 清水明         | 小林利充       | 19        | B O X 5  | B O X 2 京 都 編              | 12     |
| 11月11日       | 66   | 薫感激 剣心のぷろぽ～ず!?                | 菅良幸     | 馳樹良 古橋一浩   | 古橋一浩       | 小林一幸       | 19        | B O X 5  | B O X 2 京 都 編              | 12     |
| 11月18日       | 67   | 煌めく伝説の剣！神秘の剣士・天草翔伍     | 島田満     | 西村純二          | 則座誠         | 斎藤哲人       | 20        | B O X 6  | B O X 3 T V オ リ ジ ナ ル 編 | 12     |
| 11月25日       | 68   | 運命のメダリオ・左之助と小夜の出会い     | 島田満     | 渡辺純央          | 菱川直樹       | 佐藤和巳       | 20        | B O X 6  | B O X 3 T V オ リ ジ ナ ル 編 | 12     |
| 12月2日        | 69   | 対戦の地、島原へ！雌雄を決する時         | 島田満     | 四阿蔵志          | うえだしげる   | 中谷誠一       | 20        | B O X 6  | B O X 3 T V オ リ ジ ナ ル 編 | 12     |
| 12月9日        | 70   | 雷龍閃の衝撃！闇に葬られた剣心           | 島田満     | 寺東克己          | 守岡博         | 徳田夢之介     | 20        | B O X 6  | B O X 3 T V オ リ ジ ナ ル 編 | 12     |
| 12月16日       | 71   | 傀王の陰謀・罠にかかった翔伍!            | 島田満     | 西村純二          | 横山広行       | 斉藤哲人       | 21        | B O X 6  | B O X 3 T V オ リ ジ ナ ル 編 | 13     |
| 1998年 1月6日  | 72   | 追憶の日々・翔伍と小夜の哀しき過去       | 島田満     | 工堂紘軌          | 清水明         | 小林利充       | 21        | B O X 6  | B O X 3 T V オ リ ジ ナ ル 編 | 13     |
| 1月13日        | 73   | あざ笑う悪鬼！庄三、爆炎に散った火龍     | 島田満     | 須永司            | 則座誠         | 河南正昭       | 21        | B O X 6  | B O X 3 T V オ リ ジ ナ ル 編 | 13     |
| 1月20日        | 74   | 左之助の涙 二人に訪れた永遠の別離        | 島田満     | 渡辺純央          | 菱川直樹       | 中谷誠一       | 21        | B O X 6  | B O X 3 T V オ リ ジ ナ ル 編 | 13     |
| 1月27日        | 75   | 最後の聖戦 激突！ふたつの天翔龍閃        | 島田満     | 寺東克己          | 守岡博         | 佐藤和巳       | 22        | B O X 6  | B O X 3 T V オ リ ジ ナ ル 編 | 13     |
| 2月3日         | 76   | 旅立ちの海 希望は哀しみの波を越えて      | 島田満     | 工堂紘軌          | 清水明         | 小林利充       | 22        | B O X 6  | B O X 3 T V オ リ ジ ナ ル 編 | 13     |
| 2月10日        | 77   | 下関に緋村道場？もう一人の抜刀斎現る     | 菅良幸     | 須永司            | 横山広行       | 松島晃         | 22        | B O X 6  | B O X 3 T V オ リ ジ ナ ル 編 | 14     |
| 2月17日        | 78   | 画学生の想う女性・箱根湯の街恋騒動！     | 菅良幸     | 古橋一浩          | 則座誠         | 斉藤哲人       | 22        | B O X 6  | B O X 3 T V オ リ ジ ナ ル 編 | 14     |
| 2月24日        | 79   | 勝海舟と剣心・幕末を生きた二人の宿縁     | 面出明美   | 須永司            | 菱川直樹       | 河南正昭       | 23        | B O X 6  | B O X 3 T V オ リ ジ ナ ル 編 | 14     |
| 3月3日         | 80   | 終わらない幕末・海舟に課せられた天命     | 面出明美   | 須永司            | 横山広行       | 佐藤和巳       | 23        | B O X 6  | B O X 3 T V オ リ ジ ナ ル 編 | 14     |
| 3月10日        | 81   | 紅葵の策謀・海舟を狙う幕末の生霊！       | 面出明美   | 渡辺純央          | 清水明         | 小林利充       | 23        | B O X 6  | B O X 3 T V オ リ ジ ナ ル 編 | 14     |
| 4月14日        | 82   | 勝海舟の決意・時代を超えた真実           | 面出明美   | 寺東克己          | 則座誠         | 中谷誠一       | 23        | B O X 6  | B O X 3 T V オ リ ジ ナ ル 編 | 14     |
| 4月21日        | 83   | 由太郎帰国・影に潜む黒騎士団の野望       | 菅良幸     | もりたけし        | 吉田俊司       | 松島晃         | 24        | B O X 7  | B O X 3 T V オ リ ジ ナ ル 編 | 15     |
| 5月5日         | 84   | 真田忍群と霊薬・お頭御沙薙の狙い         | 菅良幸     | 須永司            | 菱川直樹       | 河南正昭       | 24        | B O X 7  | B O X 3 T V オ リ ジ ナ ル 編 | 15     |
| 5月19日        | 85   | 迷走の旅・仕組まれた御神渡りの罠！       | 菅良幸     | 古橋一浩 松本憲生 | 横山広行       | 斉藤哲人       | 24        | B O X 7  | B O X 3 T V オ リ ジ ナ ル 編 | 15     |
| 5月26日        | 86   | 地底を舞う赤い陽炎・殺鬼！真田三人衆     | 菅良幸     | もりたけし        | 清水明         | 小林利充       | 24        | B O X 7  | B O X 3 T V オ リ ジ ナ ル 編 | 15     |
| 6月2日         | 87   | シュナイダーの賭け・黒騎士団の崩壊！     | 菅良幸     | 寺東克己          | 則座誠         | 佐藤和巳       | 25        | B O X 7  | B O X 3 T V オ リ ジ ナ ル 編 | 15     |
| 6月9日         | 88   | ふたつの道標・弥彦と由太郎永遠の約束     | 菅良幸     | 吉田俊司          | 吉田俊司       | 中谷誠一       | 25        | B O X 7  | B O X 3 T V オ リ ジ ナ ル 編 | 15     |
| 6月16日        | 89   | まいえんじぇる操へ…京都からの迎え        | 面出明美   | 古橋一浩          | 横山広行       | 河南正昭       | 25        | B O X 7  | B O X 3 T V オ リ ジ ナ ル 編 | 16     |
| 6月23日        | 90   | 風水の奇襲！張り巡らされた五茫星の謎     | 十川誠志   | 西村純二          | 菱川直樹       | 松島晃         | 25        | B O X 7  | B O X 3 T V オ リ ジ ナ ル 編 | 16     |
| 7月21日        | 91   | うごめく風水の魔力・狙われた神谷道場！   | 十川誠志   | もりたけし        | 清水明         | 小林利充       | 26        | B O X 7  | B O X 3 T V オ リ ジ ナ ル 編 | 16     |
| 8月4日         | 92   | 戒厳令の東京府！ばく進する凶器の龍脈     | 十川誠志   | 西村純二          | 吉田俊司       | 河南正昭       | 26        | B O X 7  | B O X 3 T V オ リ ジ ナ ル 編 | 16     |
| 8月18日        | 93   | 敵は戦場ヶ原にあり！翡翠の紋章を求めて   | 十川誠志   | 寺東克己          | 則座誠         | 松島晃         | 26        | B O X 7  | B O X 3 T V オ リ ジ ナ ル 編 | 16     |
| 9月8日         | 94   | 風と水の挽歌・今ここに死力尽くす！       | 十川誠志   | 西村純二          | 清水明         | 小林利充       | 26        | B O X 7  | B O X 3 T V オ リ ジ ナ ル 編 | 16     |
| 未放送 特別編  | 95   | 流浪の最果て・緋と瑠璃の絆は潮騒の中に   | 古橋一浩   | 古橋一浩          | 清水明         | つなきあき     | [ 注 16 ] | -        | B O X 3 T V オ リ ジ ナ ル 編 | 17     |

### 放送局（1996年版）
| 放送期間                                                 | 放送時間           | 放送局             | 対象地域       | 備考                        |
| -------------------------------------------------------- | ------------------ | ------------------ | -------------- | --------------------------- |
| 1996年1月10日 - 1997年9月17日                            | 水曜 19:30 - 20:00 | フジテレビ         | 関東広域圏     | 制作局 /                    |
|                                                          |                    | 北海道文化放送     | 北海道         | [ 31 ] [ 32 ]               |
|                                                          |                    | 岩手めんこいテレビ | 岩手県         |                             |
|                                                          |                    | 仙台放送           | 宮城県         |                             |
|                                                          |                    | 秋田テレビ         | 秋田県         |                             |
|                                                          |                    | 福島テレビ         | 福島県         |                             |
|                                                          |                    | 新潟総合テレビ     | 新潟県         | 現・NST新潟総合テレビ       |
|                                                          |                    | 富山テレビ         | 富山県         |                             |
|                                                          |                    | 石川テレビ         | 石川県         |                             |
|                                                          |                    | 福井テレビ         | 福井県         |                             |
|                                                          |                    | 長野放送           | 長野県         |                             |
|                                                          |                    | テレビ静岡         | 静岡県         |                             |
|                                                          |                    | 東海テレビ         | 中京広域圏     | /                           |
|                                                          |                    | 関西テレビ         | 近畿広域圏     | /                           |
|                                                          |                    | 山陰中央テレビ     | 島根県・鳥取県 |                             |
|                                                          |                    | 岡山放送           | 岡山県・香川県 |                             |
|                                                          |                    | テレビ新広島       | 広島県         | [ 注 20 ]                   |
|                                                          |                    | 愛媛放送           | 愛媛県         | 現・テレビ愛媛 /            |
|                                                          |                    | テレビ西日本       | 福岡県         | [ 40 ] [ 41 ]               |
|                                                          |                    | サガテレビ         | 佐賀県         |                             |
|                                                          |                    | テレビ長崎         | 長崎県         |                             |
|                                                          |                    | テレビ熊本         | 熊本県         |                             |
|                                                          |                    | テレビ宮崎         | 宮崎県         |                             |
|                                                          |                    | 鹿児島テレビ       | 鹿児島県       |                             |
|                                                          |                    | 沖縄テレビ         | 沖縄県         |                             |
| 1997年4月16日 - 9月17日                                  | 水曜 19:30 - 20:00 | さくらんぼテレビ   | 山形県         | 1997年4月の開局後から放送。 |
|                                                          |                    | 高知さんさんテレビ | 高知県         | 1997年4月の開局後から放送。 |
| テレビ大分（大分県）では放送時間変更後の第63話から放送。 |                    |                    |                |                             |

| 放送期間 | 放送時間           | 放送局                             | 対象地域 |
| --- | ------------------ | ---------------------------------- | -------- |
| 1997年10月14日 - 1998年9月8日 | 火曜 19:30 - 20:00 | フジテレビ（制作局）ほか系列全28局 | 日本国内 |
| フジテレビ・東海テレビ・テレビ愛媛・テレビ大分では、1997年10月14日は「火曜日お引っ越しスペシャル」として19時00分からの1時間放送。 本編に加え、「志々雄クライマックス激闘特集」が放送された。 出典： |                    |                                    |          |

| フジテレビ系列 水曜 19:30 - 20:00                                                                                           | フジテレビ系列 水曜 19:30 - 20:00 | フジテレビ系列 水曜 19:30 - 20:00                                                                           |
| 前番組 | 番組名 | 次番組 |
| --- | --- | --- |
| クマのプー太郎（第1話 - 第18話） （1995年4月26日 - 12月13日） - ※第19話以降は金曜 17:30 - 18:00（ローカルセールス枠）へ移動 | るろうに剣心 -明治剣客浪漫譚-（1996年版） （第一幕 - 第六十二幕） （1996年1月10日 - 1997年9月17日） - ※ここまでアニメ枠 - ※1996年4月 - 1997年2月は19:30 - 19:58で放送 | 中居正広のボクらはみんな生きている （1997年10月29日 - 1998年9月16日） - ※ここのみクイズ番組                 |
| フジテレビ系列 火曜 19:30 - 20:00                                                                                           | | |
| 火曜ワイドスペシャル（第2期） （1981年10月6日 - 1997年9月30日） - ※19:30 - 20:54で放送                                      | るろうに剣心 -明治剣客浪漫譚-（1996年版） （第六十三幕 - 第九十四幕） （1997年10月14日 - 1998年9月8日） - ※ここのみアニメ枠                                           | おとこのこおんなのこ （1998年10月13日 - 11月24日） - ※ここからローカルのバラエティ枠 - ※19:00 - 20:00で放送 |

## 劇場版
『るろうに剣心 -明治剣客浪漫譚- 維新志士への鎮魂歌』（るろうにけんしん めいじけんかくろまんたん いしんししへのレクイエム）のタイトルで1997年12月20日に公開。ソニー・ピクチャーズ エンタテインメント配給。
1998年8月に発売されたVHSとLDが初のメディア化であり、少し遅れて翌年5月にDVD化もされている（ジュエルケースの通常版）。2000年5月にはトールケースの廉価版DVD、翌月には英語音声などを追加ニューテレシネ・スクイーズマスター版DVDが発売。さらに、2005年12月にはUMD版、2011年にはBlu-ray Disc版が発売されている。

### あらすじ（劇場版）
幕末、薩長同盟の締結場所・鈴屋に「人斬り厳達」と呼ばれる剣客ら数人が襲撃してきた。護衛に当たっていた緋村抜刀斎は「人斬り厳達」と斬り合い、葬ることに成功する。その後、同盟は成立、そして時世は新時代と突入するのだった。
時は過ぎて明治11年。新しく建設された洋館を見物するため、陸蒸気で横浜に向かった剣心たち一行。その帰路、酔った外国水兵が迷惑行為を働いている現場に遭遇する。直後、一人の女性が水兵に悪行三昧を止めるように説得するが彼らの矛先は彼女に向かってしまう。そこに時雨滝魅という男が現れ剣心と共に水兵に立ち向かう。時雨はその剣腕で水兵の持つ武器を一瞬で破壊するが遅れてやって来た警官隊から身を隠すため、剣心とある寺に向かう。そこで互いを認め合い後日、再会を期して別れるが剣心は時雨には近づくなという忠告を斎藤一から受ける。薫達と合流した剣心は英国公館前でさっきの女性は会津出身で高槻朱鷺という名であることを知る。剣心はその名を聞いて幕末に高槻厳達という剣客と戦ったことを思い出す。その時、英国公館で爆音が響き、戦闘が起こる。剣心たちも現場に向かうが、陸軍の到着で敵は退却した。
時雨は14年前、親友の高槻厳達を自らの誤判断で死なせてしまったことに深く罪悪感を抱いていた。それは薩摩藩の西郷隆盛と長州藩の桂小五郎が土佐藩の坂本龍馬の仲介で同盟を結ぶ「薩長同盟」でのことだった。会合の情報を入手した時雨ら会津藩士たちはその場所を襲撃し、その目論見を打ち砕こうとするが、どうしても会合場所がしぼれない。厳達は鈴屋と踏んでいたが、時雨は鈴屋は逃げ場所がないとのことで材木問屋を主張。結局、時雨の意見に従うとなったが厳達はやはり気になる、一応向かってみるとのことで二手に別れることになる。誤判断に気づいた時雨は鈴屋に急行するが厳達の最期と厳達を殺害した男の剣は時雨の眼に焼きつくことになった。自分が厳達を死なせてしまった…その責任を感じている時雨は罪滅ぼしとして再び維新を起こすことを決意していた。
時雨宅で厄介になっている朱鷺は最近時雨の様子が変であることに気づく。なのでそのことを知り合った剣心に時雨から事情を聞きだして欲しいと頼む。数日後、時雨宅を訪ねた剣心は彼が留守だったので、明日の暮れ神社近くの大橋で待っていると朱鷺に伝言して立ち去る。そして次の日、時雨と会った剣心だが彼の「もし自分に何かあれば朱鷺を頼む」という言葉に疑問を感じる。時雨宅に急ぐ剣心であったが途中、左之助から時雨の周囲に反政府の人間が集っていること、弥彦が行方不明だということを知る。夜通し皆で弥彦を探し回っていたところにその弥彦が現れ、自分と同じ父が彰義隊士である武蔵野泰春たちの仲間になったが置いて行かれたことを話す。その弥彦の「国賓がどうとか」との言葉から剣心は時雨たちの蜂起が英国公使のパレードにあることに気づく。
当日、時雨たち反政府軍の蜂起は斎藤や剣心の迅速な対応もあり上野に敗走する。その戦いの中で時雨は剣心が厳達を殺した人間であることに気づく。そして、剣心は山県有朋に時雨との決着を了承してもらい、最後の戦いへと向かう。

### スタッフ（劇場版）
- 原作 - 和月伸宏
- 監督・キャラクターデザイン・総作画監督 - 辻初樹
- 脚本 - 大橋志吉
- 絵コンテ - 榎本明広、辻初樹、辻伸一、西森章
- 演出 - 真野玲
- 作画監督 - 荒木英樹、加藤茂、谷口守泰、つなきあき、服部一郎、松坂定俊
- 美術監督 - 工藤ただし
- 色彩設定 - 横井正人
- 撮影監督 - 枝光弘明
- 音楽 - 岩代太郎
- 音楽監督 - 児玉隆
- 編集 - 瀬山武司
- プロデューサー - 成毛克憲、若菜章夫
- アニメーション制作 - スタジオぎゃろっぷ
- 製作 - フジテレビ、SPEビジュアルワークス
- 配給 - ソニー・ピクチャーズ エンタテインメント

### 主題歌（劇場版）
「虹」
L'Arc〜en〜Cielによるオープニングテーマ。作詞はhyde、作曲はken、編曲はL'Arc〜en〜CielとCHOKKAKU。
「永遠の未来」
アニメタルによるエンディングテーマ。作詞は森雪之丞、作曲は山崎利明、編曲はアニメタルと難波弘之。

## OVA
テレビアニメ（1996年版）の制作スタッフも多く続投しているものの大きく画風を変更。
いずれの作品も単巻の作品（以下「オリジナル版」と記す）とシリーズ全話と追加パートを収録した特別版があり、特別版では他にBGMが差し替わっているシーンもある。

### 追憶編
1999年に発売されたOVA第1作。オリジナル版はVHSで2月から9月にかけて、全4巻がこれに約1月半ほど遅れる形でDVD版（ジュエルケース）も全4巻が4月から11月にかけて発売された。同年11月と12月には4話を1巻に纏め、新たな映像を追加した特別版がVHS・DVDでそれぞれ発売されている。また、2001年には廉価版DVD（トールケース）が全4巻とこのBOXセットが2005年に特別版のUMDビデオ、2011年にはオリジナル版のBlu-rayが発売されている。
緋村剣心が“人斬り抜刀斎”になるまでの経緯。第1話より前の過去の話を描いている。雪代巴との出会いから別れ。そして、不殺を誓うまでのエピソードが描かれる全四幕構成。剣心が技名を発するような少年漫画的な演出は排除され、純時代劇風の演出となっている。また、人が刀で串刺しにされたり、大量の血が飛び散るといった凄惨なシーンも多く、DVDでは最初に「過激なシーンが含まれる」と表示される。本作品の脚本を担当した十川誠志は徹底してリアルな脚本作りにこだわったとし、泥臭い世界観は五社英雄監督の映画『人斬り』を参考にし、時間軸を交錯させる手法は脚本家・橋本忍へのオマージュを込めたとしている。
2021年公開の実写映画『るろうに剣心 最終章 The Beginning』はこちらも原作としており、スタッフでは本作品が制作協力としてクレジットされている。

### 星霜編
2001年12月と2002年3月にて、DVD上下巻で発売されたOVA第2作。2002年10月には1枚に纏め映像を追加した特別版が発売されている。また、2005年に特別版のUMDビデオ・2011年にオリジナル版のBlu-rayが発売されている。
原作最終回後の剣心たちの人生を描くも、全てが原作同様ではない。原作の十数年後（明治26年）、剣を持てなくなって以降続けた剣心の償いの旅と彼の妻である薫が、剣心との出会いから原作の「人誅編」に至るまでを回想という形で描く。

### 新京都編
2011年4月21日発売の『ジャンプスクエア』5・6合併号にて、約9年ぶりとなる新作アニメの制作が発表。また、テレビアニメ15周年を記念して、2011年7月27日に主題歌を収録したコンピレーションCDが発売、8月には劇場版とOVA3タイトルがBlu-ray化された。
巻町操の視点から原作の京都編をリメイク。前後編で構成されている。志々雄一派の目論見を剣心たちが阻止しようとする流れは原作・テレビアニメ版と同じだが登場人物は原作と比べて、大幅に削減（主に志々雄側メンバー）されている他、対決の経緯などは大きく変更され、特に志々雄一派と剣心との直接対決シーンはほぼオリジナルの展開を見せる。作画も原作・テレビアニメ・OVAの製作経過を経た上での新たなキャラデザインが設定されている、追憶編と同じく登場人物が技の名前を発する場面は少なく、超人的な必殺技の演出などもテレビアニメ版と比べてかなり抑えられている。また、原作やテレビアニメで見られたようなコミカルな表情もほとんどなく、剣心が口癖の「おろ?」っと言ったり、薫や斎藤がツッコミを入れるシーンもあるがギャグ的描写は会話のやり取り程度の控えめなもので総じて全編シリアスな雰囲気である。2011年12月17日より前編「焔の獄」（ホムラのオリ）が劇場先行公開され、2012年3月21日にDVD&Blu-rayが発売。後編「光の囀」（ヒカリのサエズリ）は2012年6月23日に公開され、同年8月22日にDVD&Blu-rayが発売された。

### スタッフ（OVA）
|                               | 追憶編                | 星霜編                | 新京都編         |
| ----------------------------- | --------------------- | --------------------- | ---------------- |
| 原作                          | 和月伸宏              | 和月伸宏              | 和月伸宏         |
| 監督                          | 古橋一浩              | 古橋一浩              | 古橋一浩         |
| シリーズ構成                  | N/A                   | N/A                   | 岡田麿里         |
| 脚本                          | 十川誠志              | 吉田玲子              | 岡田麿里         |
| キャラクターデザイン          | 柳沢まさひで          | 松島晃                | 萩原弘光         |
| 美術監督                      | 萩原正巳              | 萩原正巳              | 内藤健           |
| 美術設定                      | N/A                   | N/A                   | 伊東和宏         |
| 色彩設定                      | 松本真司              | 村上智美              | 松本真司         |
| 撮影監督                      | 沖野雅英              | 沖野雅英              | 五十嵐慎一       |
| 音楽                          | 岩崎琢                | 岩崎琢                | 朝倉紀行         |
| 音楽監督                      | 児玉隆                | 児玉隆                | N/A              |
| 編集                          | 瀬山武司              | 松村正宏              | N/A              |
| プロデューサー                | 成毛克憲、野口和紀    | 桐山恵奈、松田桂一    | 阿部愛           |
| アニメーション プロデューサー | N/A                   | N/A                   | 松田桂一         |
| アニメーション制作            | スタジオディーン      | スタジオディーン      | スタジオディーン |
| 製作                          | SPEビジュアルワークス | SMEビジュアルワークス | アニプレックス   |

### 主題歌（OVA）
星霜編
「愛しさの糧」
笠原弘子による星霜編上巻のエンディングテーマ。作詞は山田ひろし、作曲・編曲は岩崎琢。
新京都編
「七色の風」
住岡梨奈による新京都編「焔の獄」（ホムラのオリ）のエンディングテーマ。作詞は駒沢すみ絵、作曲・編曲は朝倉紀行。
本楽曲は、河井英里による同名の楽曲（PlayStation用ゲームソフト『るろうに剣心 -明治剣客浪漫譚- 十勇士陰謀編』挿入歌）を住岡梨奈がカバーしたものである。
「feel you」
住岡梨奈による新京都編「光の囀」（ヒカリのサエズリ）のエンディングテーマ。作詞は住岡梨奈、作曲はCOZZI、編曲は斎藤有太。

### 各話リスト（OVA）
| 発売日          | 話数   | サブタイトル | 絵コンテ          | 演出              | 作画監督                            | 収録   | 収録     | 収録           | 収録   |
| 発売日          | 話数   | サブタイトル | 絵コンテ          | 演出              | 作画監督                            | 単巻   | 単巻     | DVD BOX        | 剣心伝 |
| 追憶編          | 追憶編 | 追憶編       | 追憶編            | 追憶編            | 追憶編                              | 追憶編 | 追憶編   | 追憶編         | 追憶編 |
| --------------- | ------ | ------------ | ----------------- | ----------------- | ----------------------------------- | ------ | -------- | -------------- | ------ |
| 1999年 2月20日  | 1      | 斬る男       | 古橋一浩          | -                 | 松島晃                              | 1      | 特 別 版 | 追憶編 DVD BOX | 19     |
| 4月21日         | 2      | 迷い猫       | 松本淳            | 清水明            | 小林利充                            | 2      | 特 別 版 | 追憶編 DVD BOX | 19     |
| 6月19日         | 3      | 宵里山       | 古橋一浩          | -                 | 松島晃                              | 3      | 特 別 版 | 追憶編 DVD BOX | 19     |
| 9月22日         | 4      | 十字傷       | 古橋一浩          | -                 | 柳沢まさひで 中嶋敦子 松島晃        | 4      | 特 別 版 | 追憶編 DVD BOX | 19     |
| 星霜編          |        |              |                   |                   |                                     |        |          |                |        |
| 2001年 12月19日 | 上巻   |              | 古橋一浩          | 古橋一浩          | 松島晃                              | 上巻   | 特 別 版 | -              | 20     |
| 2002年 3月20日  | 下巻   |              | 古橋一浩          | 古橋一浩          | 松島晃                              | 下巻   | 特 別 版 | -              | 20     |
| 新京都編        |        |              |                   |                   |                                     |        |          |                |        |
| 2012年 3月21日  | 前編   | 焔の獄       | 古橋一浩 鏑木ひろ | 鏑木ひろ          | 河南正昭 岩井優器 松竹徳幸          | 前編   | 前編     | -              | -      |
| 8月22日         | 後編   | 光の囀       | 古橋一浩          | 鏑木ひろ 加藤敏幸 | 河南正昭 岩井優器 小林利充 松竹徳幸 | 後編   | 後編     | -              | -      |

- 『剣心伝』DISC18 は劇場版のニューテレシネ・スクイーズマスター版。

## テレビアニメ（2023年版）
2021年12月、『るろうに剣心 -明治剣客浪漫譚-』の新アニメプロジェクト始動が発表された。2022年9月には、『るろうに剣心 -明治剣客浪漫譚-』を再びテレビアニメ化することが発表された。
フジテレビの深夜アニメ枠『ノイタミナ』ほかにて、第一期『るろうに剣心 -明治剣客浪漫譚- 序幕東京』（るろうにけんしん めいじけんかくろまんたん じょまくとうきょう）は2023年7月から12月まで、連続2クールで放送された。放送開始前の同年6月より、日本を始め、アメリカ、フランス、シンガポール、マレーシア、フィリピン、インドネシア、韓国で世界上映イベントが順次開催された。第二期『るろうに剣心 -明治剣客浪漫譚- 京都動乱』（るろうにけんしん めいじけんかくろまんたん きょうとどうらん）は2024年10月から2025年3月まで、連続2クールで放送された。また、第三期の制作が決定している。
今回の再アニメ化に際し、スタッフ、キャストは一新されたほか、キャラクターデザインやシナリオなど全編にわたって原作者・和月伸宏が完全監修する。和月は今回のアニメの監修について、以下のように語っている。
また、第一期の監督を務めた山本秀世はギャグシーンの見せ方について、「原作のギャグシーンは、キャラクターがデフォルメされた状態で表現されることが多いですが、アニメでは、デフォルメしすぎず、ドラマ部分を遮断しない程度にとどめています。テンションがぶれすぎないようにある程度のところを保つというか」「コミカルなシーンも、実際にありそうな方法でまとめていくというか。実写ドラマにしてもやれそうな雰囲気のラインを守っていく」と、そのこだわりを明かしている。
第二期監督の駒田由貴は「私個人としては『原作ものは原作通り』を基本にしたいタイプ」だというが、和月によると当時の週刊連載でどうしても描ききれなかった部分があるとのことで、そう言った部分をシナリオで調整して反映していると語っている。また、和月とのシナリオ会議により原作に登場する炸裂弾のデザインや、大型甲鉄艦「煉獄」のエピソードにも変更が加えられている。

### スタッフ（2023年版）
|                              | 第一期『序幕東京』                           | 第二期『京都動乱』                                    |
| ---------------------------- | -------------------------------------------- | ----------------------------------------------------- |
| 原作                         | 和月伸宏                                     | 和月伸宏                                              |
| 監督                         | 山本秀世                                     | 駒田由貴                                              |
| 副監督                       | N/A                                          | 牧野吉高                                              |
| シリーズ構成                 | 倉田英之、黒碕薫                             | 倉田英之、黒碕薫                                      |
| キャラクターデザイン         | 西位輝実                                     | 西位輝実                                              |
| キャラクターデザイン         | 内田陽子                                     | 渡邊和夫                                              |
| プロップデザイン             | 小菅和久                                     | 小菅和久                                              |
| 美術監督                     | 齋藤幸洋                                     | 齋藤幸洋                                              |
| 美術設定                     | 上原伸一、佐々木美祐                         | 上原伸一、佐々木美祐                                  |
| 美術設定                     | 髙梨莉緒奈、桐山成代                         | N/A                                                   |
| 色彩設計                     | 篠原愛子                                     | 篠原愛子                                              |
| 3DCGIディレクター            | 松永航、中森康晃                             | 松永航、中森康晃                                      |
| 3DCGIディレクター            | 山崎嘉雅                                     | N/A                                                   |
| 撮影監督                     | 髙津純平                                     | 髙津純平                                              |
| 編集                         | 長谷川舞                                     | 長谷川舞                                              |
| 音楽                         | 髙見優                                       | 髙見優                                                |
| チーフプロデューサー         | 中山信宏                                     | 中山信宏                                              |
| チーフプロデューサー         | 藤尾明史                                     | 三條場一正                                            |
| プロデューサー               | 丹羽将己、橋本龍                             | 丹羽将己、橋本龍                                      |
| プロデューサー               | 竹枝義典                                     | 青木遥、熊本統夫                                      |
| アニメーションプロデューサー | 大山裕一、熊田潔                             | 山蔵                                                  |
| アニメーション制作           | ライデンフィルム                             | ライデンフィルム                                      |
| 制作                         | 「るろうに剣心 -明治剣客浪漫譚-」 製作委員会 | 「るろうに剣心 -明治剣客浪漫譚- 京都動乱」 製作委員会 |

### 主題歌（2023年版）
第一期『序幕東京』
「飛天」
Ayase×R-指定による第1話 - 第13話のオープニングテーマ。作詞はAyaseとR-指定、作曲はAyase、編曲はAyaseとRockwell。
「るろうの形代」
菅田将暉×東京スカパラダイスオーケストラによる第14話 - 第24話のオープニングテーマ。作詞は谷中敦、作曲は川上つよし、編曲は東京スカパラダイスオーケストラ。
「切っ先」
Reolによる第1話 - 第13話のエンディングテーマ。作詞・作曲はReol、編曲はNaoki Itai。
「存在証明」
KID PHENOMENONによる第14話 - 第24話のエンディングテーマ。作詞は辻村有記、作曲・編曲はNaoki Itaiと辻村有記。
第二期『京都動乱』
「いらないもの」
キタニタツヤ×なとりによる第25話 - 第36話のオープニングテーマ。作詞・作曲はTatsuya Kitaniとなとり、編曲はNaoki ItaiとTatsuya Kitaniとなとり。
「BURN」
yama✕WurtSによる第37話 - 第47話のオープニングテーマ。作詞・作曲・編曲はWurtS。
「水光接天」
NOMELON NOLEMONによる第25話 - 第36話のエンディングテーマ。作詞・作曲・編曲はツミキ。
「ただひとつ」
ざらめによる第37話 - 第47話のエンディングテーマ。作詞・作曲はざらめとCHIMERAZ、編曲はCHIMERAZ。

### 各話リスト（2023年版）
| 話数               | サブタイトル               | 脚本               | 絵コンテ              | 演出                 | 作画監督 | 総作画監督                                                                | 初放送日           |                    |                    |                    |                    |                    |                    |                    |                    |                    |                    |                    |                    |                    |                    |                    |                    |                    |
| 第一期『序幕東京』 | 第一期『序幕東京』         | 第一期『序幕東京』 | 第一期『序幕東京』    | 第一期『序幕東京』   | 第一期『序幕東京』 | 第一期『序幕東京』                                                        | 第一期『序幕東京』 | 第一期『序幕東京』 | 第一期『序幕東京』 | 第一期『序幕東京』 | 第一期『序幕東京』 | 第一期『序幕東京』 | 第一期『序幕東京』 | 第一期『序幕東京』 | 第一期『序幕東京』 | 第一期『序幕東京』 | 第一期『序幕東京』 | 第一期『序幕東京』 | 第一期『序幕東京』 | 第一期『序幕東京』 | 第一期『序幕東京』 | 第一期『序幕東京』 | 第一期『序幕東京』 | 第一期『序幕東京』 |
| ------------------ | -------------------------- | ------------------ | --------------------- | -------------------- | --- | ------------------------------------------------------------------------- | ------------------ | ------------------ | ------------------ | ------------------ | ------------------ | ------------------ | ------------------ | ------------------ | ------------------ | ------------------ | ------------------ | ------------------ | ------------------ | ------------------ | ------------------ | ------------------ | ------------------ | ------------------ |
| 第一話             | 剣心・緋村抜刀斎           | 倉田英之           | 山本秀世              | 山本秀世             | 山崎敦子 森田実 西位輝実                                                                                               | 江本正弘 松岡謙治                                                         | 2023年 7月7日      |                    |                    |                    |                    |                    |                    |                    |                    |                    |                    |                    |                    |                    |                    |                    |                    |                    |
| 第二話             | 東京府士族・明神弥彦       | 倉田英之           | 山本秀世              | 荒木一成             | 戸猪とし子 仁志宮守 菊地加純 高田浩美 高田奈央子                                                                       | 戸猪とし子 仁志宮守                                                       | 7月14日            |                    |                    |                    |                    |                    |                    |                    |                    |                    |                    |                    |                    |                    |                    |                    |                    |                    |
| 第三話             | 活心流・再始動             | 倉田英之           | 山本秀世              | 南                   | 佐野陽子 内田陽子 緒方厚 鵜池一馬 柑原豆真 赤津佳織 中熊太一                                                           | 可成みのる 小野田貴之                                                     | 7月21日            |                    |                    |                    |                    |                    |                    |                    |                    |                    |                    |                    |                    |                    |                    |                    |                    |                    |
| 第四話             | 喧嘩の男・相楽左之助       | 倉田英之           | 山本秀世              | 牧野吉高             | 浅尾宏成 小川一郎 鞠野黄英 前原薫 松原一之 森田実                                                                      | 小菅和久                                                                  | 7月28日            |                    |                    |                    |                    |                    |                    |                    |                    |                    |                    |                    |                    |                    |                    |                    |                    |                    |
| 第五話             | そして仲間がまた一人       | 倉田英之           | 山本秀世              | オダマアキラ         | 佐野陽子 菊地加純 冨永拓生 黒鳥剣 古谷梨絵 小林明美 若山政志 山崎敦子 鈴木良子 小野田貴之 西道拓哉 中井恵巳 小川ユメキ | 北尾勝                                                                    | 8月4日             |                    |                    |                    |                    |                    |                    |                    |                    |                    |                    |                    |                    |                    |                    |                    |                    |                    |
| 第六話             | 黒笠                       | 倉田英之           | 山本秀世              | 西島圭祐             | 高田浩美 鈴木奈都子 武内啓 菊地加純 森田実 コンブリッジ                                                                | 山崎敦子                                                                  | 8月11日            |                    |                    |                    |                    |                    |                    |                    |                    |                    |                    |                    |                    |                    |                    |                    |                    |                    |
| 第七話             | 人斬りふたり               | 倉田英之           | 山本秀世              | 牧野吉高             | 沼田広 をがわいちろを 池田志乃 大河内忍 奥野倫史                                                                       | 山崎敦子 江本正弘                                                         | 8月18日            |                    |                    |                    |                    |                    |                    |                    |                    |                    |                    |                    |                    |                    |                    |                    |                    |                    |
| 第八話             | 逃走麗女                   | 倉田英之           | 山本秀世              | 山田加余仲           | 渡邊和夫 佐野陽子 松原一之 鈴木奈都子 前原薫 鞠野黄英 沼田広 柑原豆真 山崎敦子                                         | 浅尾宏成                                                                  | 8月25日            |                    |                    |                    |                    |                    |                    |                    |                    |                    |                    |                    |                    |                    |                    |                    |                    |                    |
| 第九話             | 御庭番強襲                 | 倉田英之           | 山本秀世              | 山中祥平             | 鵜池一馬 木村友美 森田実 阿部弘樹 若山政志 コンブリッジ                                                                | 渡邊和夫 小林利充                                                         | 9月1日             |                    |                    |                    |                    |                    |                    |                    |                    |                    |                    |                    |                    |                    |                    |                    |                    |                    |
| 第十話             | 動く理由                   | 倉田英之           | 山本秀世              | 南                   | 小梶慎也 高田浩美 紅谷希 吉岡勝 藤田正幸 佐野陽子 早乙女啓                                                             | 小菅和久                                                                  | 9月8日             |                    |                    |                    |                    |                    |                    |                    |                    |                    |                    |                    |                    |                    |                    |                    |                    |                    |
| 第十一話           | 壮烈の般若・創痍の式尉     | 倉田英之           | 山本秀世              | 牧野吉高             | 大河内忍 武内啓 箕輪豊 紅谷希 森田実 冨永拓生 薮本陽輔                                                                 | 小林利充                                                                  | 9月15日            |                    |                    |                    |                    |                    |                    |                    |                    |                    |                    |                    |                    |                    |                    |                    |                    |                    |
| 第十二話           | 御頭・四乃森蒼紫           | 倉田英之           | 山本秀世              | 末田宜史             | 村松梨奈 池田志乃 菊地加純 沼田広 小川一郎 柑原豆真 浅尾宏成 浮村春菜 松本緑 迫江沙羅 鞠野黄英                         | 西位輝実 山崎敦子 出野喜則                                                | 9月22日            |                    |                    |                    |                    |                    |                    |                    |                    |                    |                    |                    |                    |                    |                    |                    |                    |                    |
| 第十三話           | 死闘の果て                 | 倉田英之           | 山本秀世              | 茉田哲明             | 黒鳥剣 森田実 鈴木奈都子 村上竜之介                                                                                    | 江本正弘                                                                  | 9月29日            |                    |                    |                    |                    |                    |                    |                    |                    |                    |                    |                    |                    |                    |                    |                    |                    |                    |
| 第十四話           | 弥彦の戦い                 | 倉田英之           | 山本秀世              | 山中祥平             | 木村友美 松原一之 鵜池一馬 吉岡勝 黒鳥剣 柑原豆真 早乙女啓                                                             | 小林利充                                                                  | 10月6日            |                    |                    |                    |                    |                    |                    |                    |                    |                    |                    |                    |                    |                    |                    |                    |                    |                    |
| 第十五話           | その男・雷十太             | 黒碕薫             | 山本秀世              | 播摩優               | 高田浩美 新田拓実 柑原豆真                                                                                             | 古賀五十六 山崎敦子                                                       | 10月13日           |                    |                    |                    |                    |                    |                    |                    |                    |                    |                    |                    |                    |                    |                    |                    |                    |                    |
| 第十六話           | 理想の男                   | 黒碕薫             | 山本秀世              | 半田大貴             | 小梶慎也 阿部弘樹 沼田広 池田志乃 村松梨奈 小川一郎 小林利充                                                           | 早乙女啓 北尾勝                                                           | 10月20日           |                    |                    |                    |                    |                    |                    |                    |                    |                    |                    |                    |                    |                    |                    |                    |                    |                    |
| 第十七話           | 決着                       | 黒碕薫             | 山本秀世              | 久城りおん           | 高田浩美 鈴木奈都子 菊地加純 大河内忍 冨永拓生 鞠野黄英                                                                | 小林利充 出野喜則                                                         | 10月27日           |                    |                    |                    |                    |                    |                    |                    |                    |                    |                    |                    |                    |                    |                    |                    |                    |                    |
| 第十八話           | 左之助と錦絵               | 倉田英之           | 山本秀世              | 長岡義孝             | 小梶慎也 箕輪豊 西道拓哉 松原一之 阿部弘樹 小林利充 森田実                                                             | 山崎敦子 浅尾宏成                                                         | 11月3日            |                    |                    |                    |                    |                    |                    |                    |                    |                    |                    |                    |                    |                    |                    |                    |                    |                    |
| 第十九話           | 津南と錦絵                 | 倉田英之           | 山本秀世              | 髙田美里 茉田哲明    | 黒鳥剣 村松梨奈 木村友美 吉岡勝 鵜池一馬 小林利充                                                                      | 早乙女啓 北尾勝                                                           | 11月10日           |                    |                    |                    |                    |                    |                    |                    |                    |                    |                    |                    |                    |                    |                    |                    |                    |                    |
| 第二十話           | 明治剣客浪漫譚 第零幕 前編 | 黒碕薫             | 山本秀世              | 川久保圭史           | 西道拓哉 をがわいちろを 佐野陽子 鞠野黄英 清水勝祐 本田敬一 池田志乃                                                   | 小林利充 出野喜則                                                         | 11月17日           |                    |                    |                    |                    |                    |                    |                    |                    |                    |                    |                    |                    |                    |                    |                    |                    |                    |
| 第二十一話         | 明治剣客浪漫譚 第零幕 後編 | 黒碕薫             | 山本秀世              | 山中祥平             | 高田浩美 黒鳥剣 鈴木奈都子 冨永拓生 新田拓実 沼田広 松原一之                                                           | 山崎敦子 小菅和久                                                         | 11月24日           |                    |                    |                    |                    |                    |                    |                    |                    |                    |                    |                    |                    |                    |                    |                    |                    |                    |
| 第二十二話         | 蘇る狼                     | 倉田英之           | 山本秀世              | えんどうてつや       | 菊地加純 をがわいちろを 柑原豆真 阿部弘樹 佐野陽子 大河内忍 黒鳥剣                                                     | 早乙女啓 浅尾宏成 小菅和久                                                | 12月1日            |                    |                    |                    |                    |                    |                    |                    |                    |                    |                    |                    |                    |                    |                    |                    |                    |                    |
| 第二十三話         | 牙を剥く狼                 | 倉田英之           | 山本秀世              | 山本秀世             | 小林利充 黒鳥剣 鵜池一馬 吉岡勝 佐野陽子 沼田広 新田拓実 清水勝祐 村松梨奈 木村友美                                    | 小林利充                                                                  | 12月8日            |                    |                    |                    |                    |                    |                    |                    |                    |                    |                    |                    |                    |                    |                    |                    |                    |                    |
| 第二十四話         | 明治十一年五月十四日       | 倉田英之           | 山本秀世              | 牧野吉高             | 小梶慎也 高田浩美 箕輪豊 鞠野黄英 をがわいちろを 池田志乃 菊地加純 柑原豆真                                            | 山崎敦子 江本正弘 早乙女啓                                                | 12月15日           |                    |                    |                    |                    |                    |                    |                    |                    |                    |                    |                    |                    |                    |                    |                    |                    |                    |
| 第二期『京都動乱』 |                            |                    |                       |                      | |                                                                           |                    |                    |                    |                    |                    |                    |                    |                    |                    |                    |                    |                    |                    |                    |                    |                    |                    |                    |
| 第二十五話         | 京都へ                     | 倉田英之           | 駒田由貴              | 牧野吉高             | 小林利充 村松梨奈 | 小林利充 江本正弘                                                         | 2024年 10月4日     |                    |                    |                    |                    |                    |                    |                    |                    |                    |                    |                    |                    |                    |                    |                    |                    |                    |
| 第二十六話         | 明治東海道中               | 倉田英之           | 頂真司                | 安西俊之 寺澤伸介    | 小林亮 上野卓志 藤田正幸 斎藤梢 三川音璃                                                                               | 小林利充 松岡謙治                                                         | 10月11日           |                    |                    |                    |                    |                    |                    |                    |                    |                    |                    |                    |                    |                    |                    |                    |                    |                    |
| 第二十七話         | 見捨てられた村             | 倉田英之           | 高嶋友也 駒田由貴     | 有冨興二             | 上野卓志 黒鳥剣 藤田正幸 浅尾宏成 鵜池一馬 小林亮                                                                      | 早乙女啓 浅尾宏成                                                         | 10月18日           |                    |                    |                    |                    |                    |                    |                    |                    |                    |                    |                    |                    |                    |                    |                    |                    |                    |
| 第二十八話         | 野心家の肖像               | 倉田英之           | 駒田由貴              | 安西俊之             | 小梶慎也 高田浩美 菊地加純 鞠野黄英 冨永拓生 糸島雅彦 中井恵巳 鈴木彩子 小林亮                                         | 小林利充 小菅和久                                                         | 10月25日           |                    |                    |                    |                    |                    |                    |                    |                    |                    |                    |                    |                    |                    |                    |                    |                    |                    |
| 第二十九話         | 再び京都へ                 | 倉田英之           | 駒田由貴              | 山本隆太             | 高田浩美 小林亮 柑原豆真 黒鳥剣 沼田広 小菅和久                                                                        | 早乙女啓 浅尾宏成 江本正弘                                                | 11月1日            |                    |                    |                    |                    |                    |                    |                    |                    |                    |                    |                    |                    |                    |                    |                    |                    |                    |
| 第三十話           | 森の出会い                 | 倉田英之           | 藤井康晶              | 藤井康晶             | 佐野陽子 鵜池一馬 和田賢人 小野田貴之 高木さくら 小林亮 橋本淳稔                                                       | 小林利充                                                                  | 11月8日            |                    |                    |                    |                    |                    |                    |                    |                    |                    |                    |                    |                    |                    |                    |                    |                    |                    |
| 第三十一話         | 京都到着                   | 黒碕薫             | 牧野吉高              | 牧野吉高             | 西真由子 鞠野黄英 mika 齊藤格                                                                                          | 柑原豆真 江本正弘 小林利充                                                | 11月15日           |                    |                    |                    |                    |                    |                    |                    |                    |                    |                    |                    |                    |                    |                    |                    |                    |                    |
| 第三十二話         | 十本刀・張                 | 黒碕薫             | 川畑喬                | 有冨興二             | 小梶慎也 高田浩美 黒鳥剣 糸島雅彦 こうのけいこ 冨永拓生                                                                | 早乙女啓 浅尾宏成                                                         | 11月22日           |                    |                    |                    |                    |                    |                    |                    |                    |                    |                    |                    |                    |                    |                    |                    |                    |                    |
| 第三十三話         | 禁忌の抜刀                 | 倉田英之           | 奥村よしあき 駒田由貴 | えんどうてつや       | 藤田正幸 斎藤梢 志賀道憲 今里佳子 菊地加純 小林亮 LIKAI STUDIO                                                         | 小林利充 小菅和久                                                         | 11月29日           |                    |                    |                    |                    |                    |                    |                    |                    |                    |                    |                    |                    |                    |                    |                    |                    |                    |
| 第三十四話         | 逆刃刀 初撃                | 黒碕薫             | 駒田由貴              | 吉田俊司             | 高田浩美 こうのけいこ mika 高木さくら 鞠野黄英 木下裕孝 和田賢人                                                       | 小林利充 江本正弘 柑原豆真 小林亮                                         | 12月6日            |                    |                    |                    |                    |                    |                    |                    |                    |                    |                    |                    |                    |                    |                    |                    |                    |                    |
| 第三十五話         | 比古清十郎                 | 倉田英之           | 高嶋友也 駒田由貴     | 山本隆太             | 本田敬一 藤田正幸 菊地加純 呂貞旻 陳蘇伊 玄受珉                                                                        | 江本正弘 浅尾宏成 小林利充 早乙女啓                                       | 12月13日           |                    |                    |                    |                    |                    |                    |                    |                    |                    |                    |                    |                    |                    |                    |                    |                    |                    |
| 第三十六話         | 修羅の会合                 | 倉田英之           | 頂真司                | 大久保朋             | 鵜池一馬 柑原豆真 佐野陽子 糸島雅彦 鞠野黄英 福島豊明                                                                  | 小林利充                                                                  | 12月20日           |                    |                    |                    |                    |                    |                    |                    |                    |                    |                    |                    |                    |                    |                    |                    |                    |                    |
| 第三十七話         | 蒼紫 対 翁                 | 倉田英之           | 頂真司 駒田由貴       | 鵜飼ゆうき           | 小梶慎也 高田浩美 河野恵子 高木さくら 黒鳥剣 冨永拓生 今里佳子 大島城次                                                | 小林利充                                                                  | 2025年 1月10日     |                    |                    |                    |                    |                    |                    |                    |                    |                    |                    |                    |                    |                    |                    |                    |                    |                    |
| 第三十八話         | 操の決意                   | 倉田英之           | 頂真司                | 上野卓志             | 本田敬一 松本緑 呂貞旻 黄有璿                                                                                          | 江本正弘 浅尾宏成 早乙女啓                                                | 1月17日            |                    |                    |                    |                    |                    |                    |                    |                    |                    |                    |                    |                    |                    |                    |                    |                    |                    |
| 第三十九話         | 生と死の間で               | 倉田英之           | 鎌仲史陽              | えんどうてつや       | 小梶慎也 糸島雅彦 小川みずえ 藤田正幸 和田賢人 菊地加純 浮村春菜 本多弘幸 mika WONWOO                                  | 小林利充 早乙女啓                                                         | 1月24日            |                    |                    |                    |                    |                    |                    |                    |                    |                    |                    |                    |                    |                    |                    |                    |                    |                    |
| 第四十話           | 十本刀集結                 | 倉田英之           | 川畑喬                | 有冨興二 三川音璃    | 高田浩美 小林亮 高木さくら 鵜池一馬 柑原豆真 佐藤麻里那 糸島雅彦 鞠野黄英 こうのけいこ 冨永拓生                        | 江本正弘                                                                  | 1月31日            |                    |                    |                    |                    |                    |                    |                    |                    |                    |                    |                    |                    |                    |                    |                    |                    |                    |
| 第四十一話         | もう一つの目的             | 倉田英之           | 新井宣圭              | 山本隆太             | 小梶慎也 高田浩美 小川みずえ 小澤円 細田沙織 松本緑 小菅和久                                                           | 小林利充                                                                  | 2月7日             |                    |                    |                    |                    |                    |                    |                    |                    |                    |                    |                    |                    |                    |                    |                    |                    |                    |
| 第四十二話         | 翔ぶが如く                 | 倉田英之           | 久保雄介              | 牧野吉高 キム スリム | 藤田正幸 柑原豆真 黒鳥剣 志賀道憲 小川みずえ 西道拓哉 早乙女啓                                                         | 高木さくら 小菅和久 小林亮                                                | 2月14日            |                    |                    |                    |                    |                    |                    |                    |                    |                    |                    |                    |                    |                    |                    |                    |                    |                    |
| 第四十三話         | 京都大火 前編              | 倉田英之           | 頂真司                | 上野卓志             | 高田浩美 鵜池一馬 福島豊明 本田敬一 和田賢人 こうのけいこ 今里佳子 糸島雅彦 松本緑 鈴木良子 明光 慧敏                  | 浅尾宏成 高木さくら 小菅和久 早乙女啓                                     | 2月21日            |                    |                    |                    |                    |                    |                    |                    |                    |                    |                    |                    |                    |                    |                    |                    |                    |                    |
| 第四十四話         | 京都大火 中編              | 倉田英之           | 水井麻衣 こうじ       | 大久保朋             | 小梶慎也 藤田正幸 菊地加純 角田茉央 糸島雅彦 瀬尾康博 小林亮 李春佼 杜明ゼイ 無錫月霊動画 日影工房                     | 小林利充                                                                  | 2月28日            |                    |                    |                    |                    |                    |                    |                    |                    |                    |                    |                    |                    |                    |                    |                    |                    |                    |
| 第四十五話         | 京都大火 後編              | 倉田英之           | 大石美絵              | 有冨興二 三川音璃    | 小菅和久 鞠野黄英 冨永拓生 小澤円 mika 小川みずえ 和田賢人 志賀道憲 田中日香里 重國浩子 無錫月霊動画 龍光 慧敏 明光    | 渡邊和夫 小梶慎也 早乙女啓 浅尾宏成 江本正弘 高木さくら                   | 3月7日             |                    |                    |                    |                    |                    |                    |                    |                    |                    |                    |                    |                    |                    |                    |                    |                    |                    |
| 第四十六話         | なみだ                     | 倉田英之           | 頂真司                | 白石達也             | 小林亮 | 江本正弘 浅尾宏成 高木さくら 小林利充 小菅和久                            | 3月14日            |                    |                    |                    |                    |                    |                    |                    |                    |                    |                    |                    |                    |                    |                    |                    |                    |                    |
| 第四十七話         | 見事な夜                   | 倉田英之           | 紅水康介              | 紅水康介             | 小林亮 菊地加純 鵜池一馬 本田敬一 松本緑 佐藤麻里那 高橋幸 三川音璃 冨永拓生                                           | 渡邊和夫 小梶慎也 江本正弘 浅尾宏成 小菅和久 高木さくら 小林利充 早乙女啓 | 3月21日            |                    |                    |                    |                    |                    |                    |                    |                    |                    |                    |                    |                    |                    |                    |                    |                    |                    |

### 放送局（2023年版）
| 放送期間                                             | 放送時間                                                  | 放送局             | 対象地域       | 備考                        |
| ---------------------------------------------------- | --------------------------------------------------------- | ------------------ | -------------- | --------------------------- |
| 2023年7月7日 - 12月15日                              | 金曜 0:55 - 1:25（木曜深夜）                              | フジテレビ         | 関東広域圏     | 製作参加 / 『ノイタミナ』枠 |
|                                                      |                                                           | 岩手めんこいテレビ | 岩手県         | 『ノイタミナ』枠            |
|                                                      |                                                           | さくらんぼテレビ   | 山形県         | 『ノイタミナ』枠            |
|                                                      |                                                           | 福島テレビ         | 福島県         | 『ノイタミナ』枠            |
|                                                      |                                                           | サガテレビ         | 佐賀県         | 『ノイタミナ』枠            |
|                                                      | 金曜 1:05 - 1:35（木曜深夜）                              | テレビ愛媛         | 愛媛県         | 『ノイタミナ』枠            |
|                                                      | 金曜 1:20 - 1:50（木曜深夜）                              | 秋田テレビ         | 秋田県         | 『ノイタミナ』枠            |
|                                                      | 金曜 1:30 - 2:00（木曜深夜）                              | 仙台放送           | 宮城県         | 『ノイタミナ』枠            |
|                                                      |                                                           | 長野放送           | 長野県         | 『ノイタミナ』枠            |
|                                                      |                                                           | 鹿児島テレビ       | 鹿児島県       | 『ノイタミナ』枠            |
|                                                      | 金曜 1:45 - 2:15（木曜深夜）                              | テレビ熊本         | 熊本県         | 『ノイタミナ』枠            |
|                                                      | 金曜 1:50 - 2:20（木曜深夜）                              | NST新潟総合テレビ  | 新潟県         | 『ノイタミナ』枠            |
|                                                      | 金曜 1:55 - 2:25（木曜深夜）                              | 関西テレビ         | 近畿広域圏     | 『ノイタミナ』枠            |
|                                                      |                                                           | テレビ西日本       | 福岡県         | 『ノイタミナ』枠            |
|                                                      | 金曜 2:00 - 2:30（木曜深夜）                              | テレビ新広島       | 広島県         | 『ノイタミナ』枠            |
|                                                      | 金曜 2:04 - 2:34（木曜深夜）                              | 東海テレビ         | 中京広域圏     | 『ノイタミナ』枠            |
| 2023年7月7日 - 9月29日 2023年10月6日 - 12月15日      | 金曜 1:45 - 2:15（木曜深夜） 金曜 1:30 - 2:00（木曜深夜） | テレビ静岡         | 静岡県         | 『ノイタミナ』枠            |
| 2023年7月13日 - 12月21日                             | 木曜 0:40 - 1:10（水曜深夜）                              | 北海道文化放送     | 北海道         |                             |
| 2023年7月15日 - 12月23日                             | 土曜 16:55 - 17:25                                        | 石川テレビ         | 石川県         | 最終回のみ2話連続放送。     |
| 2023年7月21日 - 12月29日                             | 金曜 0:55 - 1:25（木曜深夜）                              | 高知さんさんテレビ | 高知県         |                             |
| 2023年7月29日 - 2024年1月6日                         | 土曜 19:00 - 19:30                                        | アニマックス       | 日本全域       | 製作参加 / BS/CS放送        |
| 2023年8月22日 - 9月26日 2023年10月5日 - 2024年2月8日 | 火曜 1:25 - 1:55（月曜深夜） 木曜 15:15 - 15:45           | さんいん中央テレビ | 島根県・鳥取県 | 『ノイタミナ』枠            |
| 2023年10月6日 - 2024年3月15日                        | 金曜 1:25 - 1:55（木曜深夜）                              | 岡山放送           | 岡山県・香川県 | 『ノイタミナ』枠            |
| 仙台放送を除くすべての放送局で字幕放送を実施。       |                                                           |                    |                |                             |

| 配信開始日    | 配信時間           | 配信サイト |
| ------------- | ------------------ | --- |
| 2023年7月7日  | 金曜 12:00 更新    | Amazon Prime Video |
| 2023年7月10日 | 月曜 12:00 更新    | ABEMA auスマートパスプレミアム dアニメストア （本店・for Prime Video） DMM TV FOD Hulu J:COMオンデマンド Lemino milplus見放題パックプライム Netflix TELASA U-NEXT WOWOWオンデマンド アニメタイムズ アニメ放題 バンダイチャンネル ニコニコチャンネル |
|               | 月曜 21:30 - 22:00 | ニコニコ生放送 |

| 放送期間                                       | 放送時間                                                  | 放送局             | 対象地域       | 備考                         |
| ---------------------------------------------- | --------------------------------------------------------- | ------------------ | -------------- | ---------------------------- |
| 2024年10月4日 - 2025年3月21日                  | 金曜 0:55 - 1:25（木曜深夜）                              | フジテレビ         | 関東広域圏     | 製作参加 / 『ノイタミナ』枠  |
|                                                |                                                           | 岩手めんこいテレビ | 岩手県         | 『ノイタミナ』枠             |
|                                                |                                                           | さくらんぼテレビ   | 山形県         | 『ノイタミナ』枠             |
|                                                |                                                           | 福島テレビ         | 福島県         | 『ノイタミナ』枠             |
|                                                |                                                           | サガテレビ         | 佐賀県         | 『ノイタミナ』枠             |
|                                                | 金曜 1:05 - 1:35（木曜深夜）                              | テレビ愛媛         | 愛媛県         | 『ノイタミナ』枠             |
|                                                | 金曜 1:20 - 1:50（木曜深夜）                              | 秋田テレビ         | 秋田県         | 『ノイタミナ』枠             |
|                                                | 金曜 1:30 - 2:00（木曜深夜）                              | 仙台放送           | 宮城県         | 『ノイタミナ』枠             |
|                                                |                                                           | 長野放送           | 長野県         | 『ノイタミナ』枠             |
|                                                |                                                           | テレビ静岡         | 静岡県         | 『ノイタミナ』枠             |
|                                                |                                                           | 鹿児島テレビ       | 鹿児島県       | 『ノイタミナ』枠             |
|                                                | 金曜 1:45 - 2:15（木曜深夜）                              | テレビ熊本         | 熊本県         | 『ノイタミナ』枠             |
|                                                | 金曜 1:50 - 2:20（木曜深夜）                              | NST新潟総合テレビ  | 新潟県         | 『ノイタミナ』枠             |
|                                                | 金曜 1:55 - 2:25（木曜深夜）                              | 関西テレビ         | 近畿広域圏     | 『ノイタミナ』枠             |
|                                                |                                                           | テレビ西日本       | 福岡県         | 『ノイタミナ』枠             |
|                                                | 金曜 2:00 - 2:30（木曜深夜）                              | テレビ新広島       | 広島県         | 『ノイタミナ』枠             |
|                                                | 金曜 2:04 - 2:34（木曜深夜）                              | 東海テレビ         | 中京広域圏     | 『ノイタミナ』枠             |
| 2024年10月10日 - 2025年3月27日                 | 木曜 0:25 - 0:55（水曜深夜）                              | 北海道文化放送     | 北海道         |                              |
| 2024年10月15日 - 2025年4月15日                 | 火曜 0:55 - 1:25（月曜深夜）                              | さんいん中央テレビ | 島根県・鳥取県 | 『ノイタミナ』枠             |
| 2024年10月28日 - 2025年4月14日                 | 月曜 19:00 - 19:30                                        | アニマックス       | 日本全域       | BS/CS放送 / リピート放送あり |
| 2024年11月1日 - 2025年4月11日                  | 金曜 0:55 - 1:25（木曜深夜）                              | 高知さんさんテレビ | 高知県         | [ 注 31 ]                    |
| 2024年12月6日 - 2025年5月23日                  | 金曜 1:25 - 1:55（木曜深夜）                              | 岡山放送           | 岡山県・香川県 | [ 注 31 ]                    |
| 2025年1月10日 - 4月4日 2025年4月11日 - 7月11日 | 金曜 1:03 - 1:35（木曜深夜） 金曜 0:53 - 1:25（木曜深夜） | テレビ長崎         | 長崎県         |                              |
| 仙台放送を除くすべての放送局で字幕放送を実施。 |                                                           |                    |                |                              |

| 配信開始日    | 配信時間               | 配信サイト |
| ------------- | ---------------------- | --- |
| 2024年10月4日 | 金曜 12:00 更新        | Amazon Prime Video |
| 2024年10月7日 | 月曜 12:00 更新        | ABEMA Pontaパス dアニメストア（本店・for Prime Video） DMM TV FOD Hulu J:COMオンデマンド Lemino milplus見放題パックプライム Netflix TELASA U-NEXT アニメタイムズ アニメ放題 バンダイチャンネル ニコニコチャンネル |
|               | 月曜 23:30 - 火曜 0:00 | ニコニコ生放送 |

| フジテレビ ノイタミナ                       | フジテレビ ノイタミナ                                                                                              | フジテレビ ノイタミナ                                                                                |
| 前番組                                      | 番組名 | 次番組                                                                                               |
| ------------------------------------------- | --- | --- |
| 王様ランキング 勇気の宝箱                   | るろうに剣心 -明治剣客浪漫譚- 序幕東京                                                                             | うる星やつら（2022年版・第2期）                                                                      |
| 先輩はおとこのこ                            | るろうに剣心 -明治剣客浪漫譚- 京都動乱 - ※ここまで金曜 0:55 - 1:25（木曜深夜）で放送 - ※ここまでローカルのアニメ枠 | 謎解きはディナーのあとで - ※ここから金曜 23:30 - 土曜 0:00で放送 - ※ここからフジテレビ系列全国ネット |
| フジテレビ 金曜 0:55 - 1:25（木曜深夜）     | | |
| 先輩はおとこのこ （2024年7月5日 - 9月27日） | るろうに剣心 -明治剣客浪漫譚- 京都動乱 （2024年10月4日 - 2025年3月21日） - ※ここまで『ノイタミナ』枠               | HEART ATTACK （2025年4月11日 - 5月30日） - ※0:45 - 1:45 - ※ここから『フジテレビからの!』枠           |

## 映像メディア

### テレビアニメ（1996年版）・劇場版・OVA関連
- 品番がAで始まるものはアニプレックス、Sで始まるものはアニプレックスの前身であるSME・ビジュアルワークスよりの販売。
- 全てタイトルの『るろうに剣心 -明治剣客浪漫譚-』は省略している。ただし、『Complete Collection』のみ 「-明治剣客浪漫譚-」を含まない『るろうに剣心 Complete Collection』が正式タイトルとなる。

#### 単巻
- 本一覧はソート可能なテーブルを使用している。ただし、昇順ソート時にのみ正しい表示となる。
  - デフォルトでの表示順はテレビアニメ本編・テレビアニメ本編以外・劇場版・OVAに大別し、シリーズ毎・メディア種類毎にまとめた。
  - 最左列の数字は便宜上のもので意味を持たず、他列でのソート後に元の順へと戻すのに使用する。
  - タイトル・巻で昇順ソートを行うと、デフォルト時と同じく4種に大別し、シリーズ毎・タイトル毎にまとめて表示する。
  - 見出し行の最右の矢印（↑・↓）は昇順ソート時にのみ、一つ前・次の見出しに飛ぶことが出来る。

|       | タイトル・巻                                                    | 媒体 | 品番      | 発売日     | 備考                                     |
| ----- | --------------------------------------------------------------- | ---- | --------- | ---------- | ---------------------------------------- |
| 000   | テレビアニメ本編                                                | Ｚ   | Ｚ        | Ｚ         | ■ ↓                                      |
| 001   | （TV）巻之一                                                    | VHS  | SVWV-1001 | 1997.09.21 | 初収録。                                 |
| 002   | （TV）巻之二                                                    | VHS  | SVWV-1002 | 1997.09.21 | 初収録。                                 |
| 003   | （TV）巻之三                                                    | VHS  | SVWV-1003 | 1997.09.21 | 初収録。                                 |
| 004   | （TV）巻之四                                                    | VHS  | SVWV-1004 | 1997.09.21 | 初収録。                                 |
| 005   | （TV）巻之五                                                    | VHS  | SVWV-1005 | 1997.12.01 | 初収録。                                 |
| 006   | （TV）巻之六                                                    | VHS  | SVWV-1006 | 1997.12.01 | 初収録。                                 |
| 007   | （TV）巻之七                                                    | VHS  | SVWV-1007 | 1997.12.01 | 初収録。                                 |
| 008   | （TV）巻之八                                                    | VHS  | SVWV-1008 | 1997.12.01 | 初収録。                                 |
| 009   | （TV）巻之九                                                    | VHS  | SVWV-1009 | 1998.06.20 | 初収録。                                 |
| 010   | （TV）巻之十                                                    | VHS  | SVWV-1010 | 1998.06.20 | 初収録。                                 |
| 011   | （TV）巻之十一                                                  | VHS  | SVWV-1011 | 1998.06.20 | 初収録。                                 |
| 012   | （TV）巻之十二                                                  | VHS  | SVWV-1012 | 1998.10.21 | 初収録。                                 |
| 013   | （TV）巻之十三                                                  | VHS  | SVWV-1013 | 1998.10.21 | 初収録。                                 |
| 014   | （TV）巻之十四                                                  | VHS  | SVWV-1014 | 1998.10.21 | 初収録。                                 |
| 015   | （TV）巻之十五                                                  | VHS  | SVWV-1015 | 1998.10.21 | 初収録。                                 |
| 016   | （TV）巻之十六                                                  | VHS  | SVWV-1016 | 1998.12.19 | 初収録。                                 |
| 017   | （TV）巻之十七                                                  | VHS  | SVWV-1017 | 1998.12.19 | 初収録。                                 |
| 018   | （TV）巻之十八                                                  | VHS  | SVWV-1018 | 1998.12.19 | 初収録。                                 |
| 019   | （TV）巻之十九                                                  | VHS  | SVWV-1019 | 1998.12.19 | 初収録。                                 |
| 020   | （TV）巻之二十                                                  | VHS  | SVWV-1020 | 1999.04.01 | 初収録。                                 |
| 021   | （TV）巻之二十一                                                | VHS  | SVWV-1021 | 1999.04.01 | 初収録。                                 |
| 022   | （TV）巻之二十二                                                | VHS  | SVWV-1022 | 1999.04.01 | 初収録。                                 |
| 023   | （TV）巻之二十三                                                | VHS  | SVWV-1023 | 1999.04.01 | 初収録。                                 |
| 024   | （TV）巻之二十四                                                | VHS  | SVWV-1024 | 1999.06.02 | 初収録。                                 |
| 025   | （TV）巻之二十五                                                | VHS  | SVWV-1025 | 1999.06.02 | 初収録。                                 |
| 026   | （TV）巻之二十六                                                | VHS  | SVWV-1026 | 1999.06.02 | 初収録。                                 |
| 027   | （TV）巻之一                                                    | DVD  | SVWB-1001 | 1999.06.19 | ジュエルケース。                         |
| 028   | （TV）巻之二                                                    | DVD  | SVWB-1002 | 1999.06.19 | ジュエルケース。                         |
| 029   | （TV）巻之三                                                    | DVD  | SVWB-1003 | 1999.06.19 | ジュエルケース。                         |
| 030   | （TV）巻之四                                                    | DVD  | SVWB-1004 | 1999.06.19 | ジュエルケース。                         |
| 031   | （TV）巻之五                                                    | DVD  | SVWB-1005 | 1999.07.23 | ジュエルケース。                         |
| 032   | （TV）巻之六                                                    | DVD  | SVWB-1006 | 1999.07.23 | ジュエルケース。                         |
| 033   | （TV）巻之七                                                    | DVD  | SVWB-1007 | 1999.07.23 | ジュエルケース。                         |
| 034   | （TV）巻之八                                                    | DVD  | SVWB-1008 | 1999.07.23 | ジュエルケース。                         |
| 035   | （TV）巻之九                                                    | DVD  | SVWB-1009 | 1999.09.22 | ジュエルケース。                         |
| 036   | （TV）巻之十                                                    | DVD  | SVWB-1010 | 1999.09.22 | ジュエルケース。                         |
| 037   | （TV）巻之十一                                                  | DVD  | SVWB-1011 | 1999.09.22 | ジュエルケース。                         |
| 038   | （TV）巻之十二                                                  | DVD  | SVWB-1012 | 1999.11.20 | ジュエルケース。                         |
| 039   | （TV）巻之十三                                                  | DVD  | SVWB-1013 | 1999.11.20 | ジュエルケース。                         |
| 040   | （TV）巻之十四                                                  | DVD  | SVWB-1014 | 1999.11.20 | ジュエルケース。                         |
| 041   | （TV）巻之十五                                                  | DVD  | SVWB-1015 | 1999.11.20 | ジュエルケース。                         |
| 042   | （TV）巻之十六                                                  | DVD  | SVWB-1016 | 1999.12.18 | ジュエルケース。                         |
| 043   | （TV）巻之十七                                                  | DVD  | SVWB-1017 | 1999.12.18 | ジュエルケース。                         |
| 044   | （TV）巻之十八                                                  | DVD  | SVWB-1018 | 1999.12.18 | ジュエルケース。                         |
| 045   | （TV）巻之十九                                                  | DVD  | SVWB-1019 | 1999.12.18 | ジュエルケース。                         |
| 046   | （TV）巻之二十                                                  | DVD  | SVWB-1020 | 2000.02.19 | ジュエルケース。                         |
| 047   | （TV）巻之二十一                                                | DVD  | SVWB-1021 | 2000.02.19 | ジュエルケース。                         |
| 048   | （TV）巻之二十二                                                | DVD  | SVWB-1022 | 2000.02.19 | ジュエルケース。                         |
| 049   | （TV）巻之二十三                                                | DVD  | SVWB-1023 | 2000.02.19 | ジュエルケース。                         |
| 050   | （TV）巻之二十四                                                | DVD  | SVWB-1024 | 2000.03.23 | ジュエルケース。                         |
| 051   | （TV）巻之二十五                                                | DVD  | SVWB-1025 | 2000.03.23 | ジュエルケース。                         |
| 052   | （TV）巻之二十六                                                | DVD  | SVWB-1026 | 2000.03.23 | ジュエルケース。                         |
| 053   | （TV）巻之一                                                    | DVD  | SVWB-1351 | 2001.09.05 | トールケースの廉価版。                   |
| 054   | （TV）巻之二                                                    | DVD  | SVWB-1352 | 2001.09.05 | トールケースの廉価版。                   |
| 055   | （TV）巻之三                                                    | DVD  | SVWB-1353 | 2001.09.05 | トールケースの廉価版。                   |
| 056   | （TV）巻之四                                                    | DVD  | SVWB-1354 | 2001.09.05 | トールケースの廉価版。                   |
| 057   | （TV）巻之五                                                    | DVD  | SVWB-1355 | 2001.09.05 | トールケースの廉価版。                   |
| 058   | （TV）巻之六                                                    | DVD  | SVWB-1356 | 2001.09.05 | トールケースの廉価版。                   |
| 059   | （TV）巻之七                                                    | DVD  | SVWB-1357 | 2001.09.05 | トールケースの廉価版。                   |
| 060   | （TV）巻之八                                                    | DVD  | SVWB-1358 | 2001.09.05 | トールケースの廉価版。                   |
| 061   | （TV）巻之九                                                    | DVD  | SVWB-1359 | 2001.11.07 | トールケースの廉価版。                   |
| 062   | （TV）巻之十                                                    | DVD  | SVWB-1360 | 2001.11.07 | トールケースの廉価版。                   |
| 063   | （TV）巻之十一                                                  | DVD  | SVWB-1361 | 2001.11.07 | トールケースの廉価版。                   |
| 064   | （TV）巻之十二                                                  | DVD  | SVWB-1362 | 2001.11.07 | トールケースの廉価版。                   |
| 065   | （TV）巻之十三                                                  | DVD  | SVWB-1363 | 2001.11.07 | トールケースの廉価版。                   |
| 066   | （TV）巻之十四                                                  | DVD  | SVWB-1364 | 2001.11.07 | トールケースの廉価版。                   |
| 067   | （TV）巻之十五                                                  | DVD  | SVWB-1365 | 2001.11.07 | トールケースの廉価版。                   |
| 068   | （TV）巻之十六                                                  | DVD  | SVWB-1366 | 2001.11.07 | トールケースの廉価版。                   |
| 069   | （TV）巻之十七                                                  | DVD  | SVWB-1367 | 2001.11.07 | トールケースの廉価版。                   |
| 070   | （TV）巻之十八                                                  | DVD  | SVWB-1368 | 2001.11.07 | トールケースの廉価版。                   |
| 071   | （TV）巻之十九                                                  | DVD  | SVWB-1369 | 2001.11.07 | トールケースの廉価版。                   |
| 072   | （TV）巻之二十                                                  | DVD  | SVWB-1370 | 2002.03.20 | トールケースの廉価版。                   |
| 073   | （TV）巻之二十一                                                | DVD  | SVWB-1371 | 2002.03.20 | トールケースの廉価版。                   |
| 074   | （TV）巻之二十二                                                | DVD  | SVWB-1372 | 2002.03.20 | トールケースの廉価版。                   |
| 075   | （TV）巻之二十三                                                | DVD  | SVWB-1373 | 2002.03.20 | トールケースの廉価版。                   |
| 076   | （TV）巻之二十四                                                | DVD  | SVWB-1374 | 2002.03.20 | トールケースの廉価版。                   |
| 077   | （TV）巻之二十五                                                | DVD  | SVWB-1375 | 2002.03.20 | トールケースの廉価版。                   |
| 078   | （TV）巻之二十六                                                | DVD  | SVWB-1376 | 2002.03.20 | トールケースの廉価版。                   |
| 078.5 | テレビアニメ本編以外                                            | Ｚ   | Ｚ        | Ｚ         | ↑ ↓                                      |
| 079   | （TV）未放映秘蔵ビデオ 流浪の最果て・緋と瑠璃の絆は潮騒の中に   | VHS  | SVWV-1302 | 1998.12.02 | TV未放送話。                             |
| 080   | （TV）特別編集版 剣心名勝負集                                   | VHS  | SVWV-1301 | 1998.08.21 | 総集編。                                 |
| 081   | （TV）特別編集版 人気キャラクターランキング                     | VHS  | SVWV-1303 | 1999.01.21 | 総集編。                                 |
| 082   | （TV）特別編集版 名場面ランキング                               | VHS  | SVWV-1305 | 2000.10.12 | 総集編。                                 |
| 083   | （TV）特別編集版 飛天御剣流 剣技大全                            | VHS  | SVWV-1304 | 2000.08.23 | 総集編。                                 |
| 084   | （TV）特別編集版 主題歌 音楽絵巻                                | VHS  | SVWV-1306 | 2000.12.06 | 総集編。                                 |
| 085   | （TV）人気キャラクター名場面集 瀬田宗次郎                       | VHS  | SVWV-1341 | 1999.08.21 | 総集編。                                 |
| 086   | （TV）人気キャラクター名場面集 斎藤一                           | VHS  | SVWV-1342 | 1999.08.21 | 総集編。                                 |
| 086   | （TV）人気キャラクター名場面集 四乃森蒼紫                       | VHS  | SVWV-1343 | 1999.08.21 | 総集編。                                 |
| 088   | （TV）人気キャラクター名場面集 相楽左之助                       | VHS  | SVWV-1344 | 1999.08.21 | 総集編。                                 |
| 089   | （TV）人気キャラクター名場面集 比古清十郎                       | VHS  | SVWV-1345 | 1999.10.22 | 総集編。                                 |
| 090   | （TV）人気キャラクター名場面集 神谷薫                           | VHS  | SVWV-1346 | 1999.10.22 | 総集編。                                 |
| 091   | （TV）人気キャラクター名場面集 巻町操                           | VHS  | SVWV-1347 | 1999.10.22 | 総集編。                                 |
| 092   | （TV）人気キャラクター名場面集 明神弥彦                         | VHS  | SVWV-1348 | 1999.10.22 | 総集編。                                 |
| 093   | （TV）未放映秘蔵ビデオ 流浪の最果て・緋と瑠璃の絆は潮騒の中に   | LD   | SVWL-1302 | 1998.12.02 | TV未放送話。                             |
| 094   | （TV）特別編集版 剣心名勝負集                                   | LD   | SVWL-1301 | 1998.08.21 | 総集編。                                 |
| 095   | （TV）未放映秘蔵ビデオ 流浪の最果て・緋と瑠璃の絆は潮騒の中に   | DVD  | SVWB-1302 | 1999.02.20 | TV未放送話。                             |
| 096   | （TV）特別編集版 剣心名勝負集                                   | DVD  | SVWB-1301 | 2000.08.23 | 総集編。                                 |
| 097   | （TV）特別編集版 人気キャラクターランキング                     | DVD  | SVWB-1303 | 2000.08.23 | 総集編。                                 |
| 098   | （TV）特別編集版 飛天御剣流 剣技大全                            | DVD  | SVWB-1304 | 2000.08.23 | 総集編。                                 |
| 099   | （TV）特別編集版 名場面ランキング                               | DVD  | SVWB-1305 | 2000.10.12 | 総集編。                                 |
| 100   | （TV）特別編集版 主題歌 音楽絵巻                                | DVD  | SVWB-1306 | 2000.12.06 | 総集編。                                 |
| 101   | （TV）Complete Collection                                       | DVD  | SVWC-7682 | 2011.07.27 | 主題歌ノンクレジット映像集。CD付き。     |
| 101.5 | 劇場版                                                          | Ｚ   | Ｚ        | Ｚ         | ↑ ↓                                      |
| 102   | （劇場）維新志士への鎮魂歌                                      | VHS  | SPWV-5001 | 1998.05.22 | 初収録。                                 |
| 103   | （劇場）維新志士への鎮魂歌                                      | VHS  | SVWV-1349 | 2000.05.24 | 廉価版。                                 |
| 104   | （劇場）維新志士への鎮魂歌                                      | LD   | SVWL-5001 | 1998.05.22 | 初収録。                                 |
| 105   | （劇場）維新志士への鎮魂歌                                      | DVD  | SVWB-5001 | 1998.08.21 | ジュエルケース。                         |
| 106   | （劇場）維新志士への鎮魂歌                                      | DVD  | SVWB-1349 | 2000.05.24 | トールケースの廉価版。                   |
| 107   | （劇場）維新志士への鎮魂歌 ニューテレシネ・スクイーズマスター版 | DVD  | SVWB-1350 | 2000.05.24 | 英語吹き替え音声などを追加収録。         |
| 108   | （劇場）維新志士への鎮魂歌                                      | UMD  | ANSU-2157 | 2005.12.07 |                                          |
| 109   | （劇場）維新志士への鎮魂歌                                      | BD   | ANSX-3937 | 2011.10.26 |                                          |
| 109.5 | OVA                                                             | Ｚ   | Ｚ        | Ｚ         | ↑ ■                                      |
| 110   | （OVA）追憶編 第一幕「斬る男」                                  | VHS  | SVWV-1311 | 1999.02.20 | 初出。                                   |
| 111   | （OVA）追憶編 第二幕「迷い猫」                                  | VHS  | SVWV-1312 | 1999.04.21 | 初出。                                   |
| 112   | （OVA）追憶編 第三幕「宵里山」                                  | VHS  | SVWV-1313 | 1999.06.19 | 初出。                                   |
| 113   | （OVA）追憶編 第四幕「十字傷」                                  | VHS  | SVWV-1314 | 1999.09.22 | 初出。                                   |
| 114   | （OVA）追憶編 第一幕「斬る男」                                  | LD   | SVWL-1311 | 1999.02.20 | 初出。                                   |
| 115   | （OVA）追憶編 第二幕「迷い猫」                                  | LD   | SVWL-1312 | 1999.04.21 | 初出。                                   |
| 116   | （OVA）追憶編 第三幕「宵里山」                                  | LD   | SVWL-1313 | 1999.06.19 | 初出。                                   |
| 117   | （OVA）追憶編 第四幕「十字傷」                                  | LD   | SVWL-1314 | 1999.09.22 | 初出。                                   |
| 118   | （OVA）追憶編 第一幕「斬る男」                                  | DVD  | SVWB-1311 | 1999.04.01 | ジュエルケース。                         |
| 119   | （OVA）追憶編 第二幕「迷い猫」                                  | DVD  | SVWB-1312 | 1999.06.02 | ジュエルケース。                         |
| 120   | （OVA）追憶編 第三幕「宵里山」                                  | DVD  | SVWB-1313 | 1999.08.04 | ジュエルケース。                         |
| 121   | （OVA）追憶編 第四幕「十字傷」                                  | DVD  | SVWB-1314 | 1999.11.03 | ジュエルケース。                         |
| 122   | （OVA）追憶編 第一幕「斬る男」                                  | DVD  | SVWB-1316 | 2001.03.23 | トールケースの廉価版。                   |
| 123   | （OVA）追憶編 第二幕「迷い猫」                                  | DVD  | SVWB-1317 | 2001.03.23 | トールケースの廉価版。                   |
| 124   | （OVA）追憶編 第三幕「宵里山」                                  | DVD  | SVWB-1318 | 2001.03.23 | トールケースの廉価版。                   |
| 125   | （OVA）追憶編 第四幕「十字傷」                                  | DVD  | SVWB-1319 | 2001.03.23 | トールケースの廉価版。                   |
| 126   | （OVA）追憶編 特別版                                            | VHS  | SVWV-1315 | 1999.11.20 | 4回分をまとめ、一部オリジナルを追加。    |
| 127   | （OVA）追憶編 特別版                                            | DVD  | SVWB-1315 | 1999.12.18 | 4回分をまとめ、一部オリジナルを追加。    |
| 128   | （OVA）追憶編 特別版                                            | UMD  | ANSU-2156 | 2005.12.07 | 4回分をまとめ、一部オリジナルを追加。    |
| 129   | （OVA）追憶編                                                   | BD   | ANSX-3935 | 2011.08.24 | 全話収録。                               |
| 130   | （OVA）星霜編 上巻                                              | VHS  | SVWV-1307 | 2001.12.19 | 初出。                                   |
| 131   | （OVA）星霜編 下巻                                              | VHS  | SVWV-1308 | 2002.03.20 | 初出。                                   |
| 132   | （OVA）星霜編 上巻                                              | DVD  | SVWB-1307 | 2001.12.19 | 初出。                                   |
| 133   | （OVA）星霜編 下巻                                              | DVD  | SVWB-1308 | 2002.03.20 | 初出。                                   |
| 134   | （OVA）星霜編 特別版                                            | DVD  | SVWB-1309 | 2002.10.09 | 両話を収録したディレクターズ・カット版。 |
| 135   | （OVA）星霜編 特別版 Premium Edition                            | DVD  | ANZB-3011 | 2006.12.20 | フィギュア付き。                         |
| 136   | （OVA）星霜編 特別版                                            | UMD  | ANSU-2155 | 2005.12.07 | 両話を収録したディレクターズ・カット版。 |
| 137   | （OVA）星霜編                                                   | BD   | ANSX-3936 | 2011.09.21 | 全話収録。                               |
| 138   | （OVA）新京都編 前編 焔の獄                                     | DVD  | ANSB 3938 | 2012.03.21 | 初出。                                   |
| 139   | （OVA）新京都編 後編 光の囀                                     | DVD  | ANSB 3939 | 2012.08.22 | 初出。                                   |
| 140   | （OVA）新京都編 前編 焔の獄                                     | BD   | ANSX 3938 | 2012.03.21 | 初出。                                   |
| 141   | （OVA）新京都編 後編 光の囀                                     | BD   | ANSX 3939 | 2012.08.22 | 初出。                                   |
| 999   | VHS                                                             | 0    | Ｚ        | Ｚ         | ■ ↓                                      |
| 999   | LD                                                              | 2    | Ｚ        | Ｚ         | ↑ ↓                                      |
| 999   | DVD                                                             | 4    | Ｚ        | Ｚ         | ↑ ↓                                      |
| 999   | UMD                                                             | 6    | Ｚ        | Ｚ         | ↑ ↓                                      |
| 999   | Blu-ray                                                         | 8    | Ｚ        | Ｚ         | ↑ ■                                      |
| 999   | アニプレックス                                                  | Ｚ   | A         | Ｚ         | ■ ↓                                      |
| 999   | SME・ビジュアルワーク                                           | Ｚ   | S         | Ｚ         | ↑ ■                                      |
| 999   | 1990年代                                                        | Ｚ   | Ｚ        | 1990.00.00 | ■ ↓                                      |
| 999   | 2000年代                                                        | Ｚ   | Ｚ        | 2000.00.00 | ↑ ↓                                      |
| 999   | 2010年代                                                        | Ｚ   | Ｚ        | 2010.00.00 | ↑ ■                                      |

#### BOX
| BOX名                              | 媒体 | 品番         | 発売日     | 収録 巻数 | 備考                                                           |
| ---------------------------------- | ---- | ------------ | ---------- | --------- | -------------------------------------------------------------- |
| BOX1                               | VHS  | SVWX-1001-4  | 1997.09.21 | 04        | 単巻と同時発売のテレビアニメ初収録版。1-4巻を収納。            |
| BOX1                               | LD   | SVWL-1001-4  | 1997.09.21 | 04        | 単巻と同時発売のテレビアニメ初収録版。1-4巻を収納。            |
| BOX2                               | VHS  | SVWX-1005-8  | 1997.12.01 | 04        | 単巻と同時発売のテレビアニメ初収録版。5-8巻を収納。            |
| BOX2                               | LD   | SVWL-1005-8  | 1997.12.01 | 04        | 単巻と同時発売のテレビアニメ初収録版。5-8巻を収納。            |
| BOX3                               | VHS  | SVWX-1009-11 | 1998.06.20 | 03        | 単巻と同時発売のテレビアニメ初収録版。9-11巻を収納。           |
| BOX3                               | LD   | SVWL-1009-11 | 1998.06.20 | 03        | 単巻と同時発売のテレビアニメ初収録版。9-11巻を収納。           |
| BOX4                               | VHS  | SVWX-1012-15 | 1998.10.21 | 04        | 単巻と同時発売のテレビアニメ初収録版。12-15巻を収納。          |
| BOX4                               | LD   | SVWL-1012-15 | 1998.10.21 | 04        | 単巻と同時発売のテレビアニメ初収録版。12-15巻を収納。          |
| BOX5                               | VHS  | SVWX-1016-19 | 1998.12.19 | 04        | 単巻と同時発売のテレビアニメ初収録版。16-19巻を収納。          |
| BOX5                               | LD   | SVWL-1016-19 | 1998.12.19 | 04        | 単巻と同時発売のテレビアニメ初収録版。16-19巻を収納。          |
| BOX6                               | VHS  | SVWX-1020-23 | 1999.04.01 | 04        | 単巻と同時発売のテレビアニメ初収録版。20-23巻を収納。          |
| BOX6                               | LD   | SVWL-1020-23 | 1999.04.01 | 04        | 単巻と同時発売のテレビアニメ初収録版。20-23巻を収納。          |
| BOX7                               | VHS  | SVWX-1024-26 | 1999.06.02 | 03        | 単巻と同時発売のテレビアニメ初収録版。24-26巻を収納。          |
| BOX7                               | LD   | SVWL-1024-26 | 1999.06.02 | 03        | 単巻と同時発売のテレビアニメ初収録版。24-26巻を収納。          |
| 人気キャラクター名場面集 BOX其之一 | VHS  | SVWX-1341-4  | 1999.08.21 | 04        | 同シリーズの瀬田宗次郎、斎藤一、四乃森蒼紫、相楽左之助を収納。 |
| 人気キャラクター名場面集 BOX其之二 | VHS  | SVWX-1345-8  | 1999.10.22 | 04        | 同シリーズの比古清十郎、神谷薫、巻町操、明神弥彦を収納。       |
| 追憶編 DVD・BOX                    | DVD  | SVZB-1316    | 2001.03.23 | 04        | OVA『追憶編』の廉価版全4巻を収納。                             |
| DVD・BOX vol.1 〜東京編〜          | DVD  | SVZB-1351-8  | 2001.09.05 | 08        | 1-8巻を収納。                                                  |
| DVD・BOX vol.2 〜京都編〜          | DVD  | SVZB-1359-69 | 2001.11.07 | 11        | 9-19巻を収納。                                                 |
| DVD・BOX vol.3 〜TVオリジナル編〜  | DVD  | SVZB-1370-7  | 2002.03.20 | 08        | 20-26巻と、特別編を収納。                                      |
| DVD-BOX 全集・剣心伝               | DVD  | ANZB-3011    | 2006.12.20 | 21+1      | 「星霜編」までの全編+映像特典DVD、CD。 完全予約生産限定。      |

### テレビアニメ（2023年版）関連
| 巻 | 発売日         | 収録話          | 規格品番      | 規格品番      |
| 巻 | 発売日         | 収録話          | BD            | DVD           |
| -- | -------------- | --------------- | ------------- | ------------- |
| 1  | 2023年10月25日 | 第1話 - 第3話   | ANZX-16151/2  | ANZB-16151/2  |
| 2  | 2023年11月22日 | 第4話 - 第6話   | ANZX-16153/4  | ANZB-16153/4  |
| 3  | 2023年12月27日 | 第7話 - 第9話   | ANZX-16155/6  | ANZB-16155/6  |
| 4  | 2024年1月31日  | 第10話 - 第12話 | ANZX-16157/8  | ANZB-16157/8  |
| 5  | 2024年2月28日  | 第13話 - 第15話 | ANZX-16159/60 | ANZB-16159/60 |
| 6  | 2024年3月27日  | 第16話 - 第18話 | ANZX-16161/2  | ANZB-16161/2  |
| 7  | 2024年4月24日  | 第19話 - 第21話 | ANZX-16163/4  | ANZB-16163/4  |
| 8  | 2024年5月29日  | 第22話 - 第24話 | ANZX-16165/6  | ANZB-16165/6  |

| 巻 | 発売日        | 収録話          | 規格品番   | 規格品番   |
| 巻 | 発売日        | 収録話          | BD         | DVD        |
| -- | ------------- | --------------- | ---------- | ---------- |
| 1  | 2025年1月29日 | 第25話 - 第30話 | ANZX-17601 | ANZB-17601 |
| 2  | 2025年3月26日 | 第31話 - 第36話 | ANZX-17604 | ANZB-17604 |
| 3  | 2025年5月28日 | 第37話 - 第42話 | ANZX-17607 | ANZB-17607 |
| 4  | 2025年7月30日 | 第43話 - 第47話 | ANZX-17610 | ANZB-17610 |

## 小説
『るろうに剣心 -明治剣客浪漫譚- 島原編』のタイトルで、テレビアニメオリジナルの島原編（67 - 76話）が小説化されている。1999年に集英社の〈ジャンプ ジェイ ブックス〉より発行。
- 和月伸宏・安芸良・室井ふみえ『るろうに剣心 -明治剣客浪漫譚- 島原編』集英社〈ジャンプ ジェイ ブックス〉1999年2月、ISBN 4-08-703077-6

## ゲーム
アニメをベースとしたビデオゲームが5作発売されている。
| 機種                 | タイトル                                    | ジャンル         | 発売日         | 発売                                   |
| -------------------- | ------------------------------------------- | ---------------- | -------------- | -------------------------------------- |
| PlayStation          | るろうに剣心 -明治剣客浪漫譚- 維新激闘編    | 対戦型格闘ゲーム | 1996年11月29日 | ソニー・コンピュータエンタテインメント |
| PlayStation          | るろうに剣心 -明治剣客浪漫譚- 十勇士陰謀編  | RPG              | 1997年12月18日 | ソニー・コンピュータエンタテインメント |
| PlayStation 2        | るろうに剣心 -明治剣客浪漫譚- 炎上!京都輪廻 | るろうに剣戟     | 2006年9月14日  | バンプレスト                           |
| PlayStation Portable | るろうに剣心 -明治剣客浪漫譚- 再閃          | 対戦剣劇         | 2011年3月10日  | バンダイナムコゲームス                 |
| PlayStation Portable | るろうに剣心 -明治剣客浪漫譚- 完醒          | 対戦剣劇         | 2012年8月30日  | バンダイナムコゲームス                 |

- アニメーション制作
  - 十勇士陰謀編：スタジオぎゃろっぷ
  - 炎上!京都輪廻：スタジオディーン
- 『完醒』ゲーム内のプレイヤーが操作する以外のグラフィックは、テレビアニメ版とOVA『新京都編』の2パターンを任意に選択可能。